# Réorganisation des corps d'infanterie français (1803)
Pour les articles homonymes, voir Réorganisation des corps d'infanterie français et Amalgame.
Le Premier Consul prescrit, par décret du 1er vendémiaire an XII (24 septembre 1803), une nouvelle réorganisation de l'armée révolutionnaire française; cette troisième réorganisation de la période Révolutionnaire est également connue sous les noms de réorganisation de 1803 ou réorganisation de l'an XII, afin de réorganiser l'infanterie.

L'article comprend également :
- les régiments créés par décret du 7 juillet 1808 (du 114e régiment au 120e régiment)
- les régiments créés par décret du 1er janvier 1809 (du 121e régiment et 122e régiment)
- les régiments créés par décret du 18 août 1810 (du 123e régiment au 126e régiment)
- les régiments créés par décret des 24 janvier, 3 février et 9 mars 1811 (du 127e régiment au 134e régiment)
- les régiments créés par décret du 12 janvier 1813 (du 135e régiment au 156e régiment[1],[2])

## Historique
Après un premier amalgame consistant en une réorganisation des deux armées françaises composées des régiments d'Ancien Régime et bataillons de volontaires nationaux en 1793 puis un second amalgame, en 1796, afin de mettre de l'ordre dans la confusion des corps d'infanterie, le Premier Consul prescrivit, par décret du 1er vendémiaire an XII (24 septembre 1803), la réorganisation et le remaniement de l'ensemble des bataillons et leur fusion, éventuelle, dans 90 régiments d'infanterie de ligne et 27 régiments d'infanterie légère. Ainsi un certain nombre de régiments fut laissé vacant en raison des fusions et leur numéro ne fut pas attribué.
Cet arrêté pris par Napoléon Bonaparte permettait ainsi une professionnalisation de l'armée et rendait possible de disposer d'une troupe mieux instruite, mieux encadrée et mieux gérée qu'auparavant.
Cette organisation subsista jusqu'à la Restauration du moins quant aux régiments.
Ils éprouvèrent toutefois quelques modifications dans leur organisation intérieure, mais il n'y eut plus d'amalgame général.
Les principaux  changements apportés dans l'organisation des régiments furent ceux prescrits par le décret impérial du 18 février 1808 qui réorganise toute l'infanterie afin de constituer dans chaque régiment une partie active à 3 bataillons de guerre et un dépôt à 2 bataillons destiné à instruire les recrues et fournir un bataillon prêt à entrer dans les formations nouvelles. Chaque régiment du se former à 5 bataillons dont 4 bataillons à 6 compagnies chacun (une de grenadiers, une de voltigeurs, quatre de fusiliers) et le 5e bataillon, le bataillon de dépôt proprement dit, à 4 compagnies de fusiliers :
Chaque régiment d'infanterie de ligne et légère eut donc :
- 5 bataillons :
  - 4 bataillons de guerre de 6 compagnies chacun avec 
    - 2 compagnies d'élite (1 de grenadiers et 1 de voltigeurs)
    - 4 compagnies de fusiliers

  - 1 bataillon de dépôt (le 5e bataillon) composé de 4 compagnies.

En 1809 et 1810, 30 demi-brigades, également appelé régiments provisoires, furent organisées :
- 8 demi-brigades d'active furent incorporées dans l'armée d'Allemagne
- 22 demi-brigades de réserve furent incorporées dans l'armée d'Espagne

Une partie de ces formations commencèrent à se dissoudre en 1810, et les détachements qui les avaient formés rejoignirent les
régiments auxquels ils appartenaient.
L'autre partie concourut à la formation de 5 légions de réserve, ou de cohortes, et plusieurs bataillons auxiliaires, créés vers le même temps, rentrèrent également dans les corps d'où ils avaient été tirés, ou contribuèrent, comme une partie des corps provisoires, à l'organisation des régiments de nouvelle formation.
Le décret impérial relatif à la levée et à l'organisation de 88 cohortes de Gardes Nationales, en date du 14 mars 1812, permet la création de 22 régiments (du no  135 au no 156).
De 1808 à 1813 ce sont donc 44 nouveaux régiments d'infanterie de ligne (du no 113 au no 156) et 6 nouveaux régiments d'infanterie légère (du no 32 au no 37) qui furent créés.
Il y eut jusqu'à 156 régiments de ligne et 37 d'infanterie légère.
L'ordonnance du 12 mai 1814, la 4e réorganisation, conserve 90 régiments de ligne et 15 régiments d'infanterie légère.

## Infanterie de ligne
Pour comprendre comment le même régiment pouvait avoir en même temps des bataillons en Allemagne, en Espagne et en Portugal, ou dans d'autres pays de l'Europe, il est essentiel de faire remarquer que, depuis 1808, quelques régiments comptaient jusqu'à 6 bataillons disséminés, par un ou par deux, dans des garnisons lointaines et dans les diverses armées mises sur pied depuis cette date jusqu'en 1815.
En 1808, Napoléon ordonna qu'à l'avenir les régiments de ligne n'aurait qu'une seule Aigle, placée au 1er bataillon et que les régiments d'infanterie légère auraient seulement des enseignes, une par bataillon à l'exception des bataillons de dépôt. L'honneur de porter l'enseigne revenait à un sous-officier choisi par le chef de bataillon dans une de ses compagnies.

### 1errégiment
Le 1er régiment d'infanterie de ligne est formé à 3 bataillons avec la :
- 1re demi-brigade de deuxième formation

#### Historique
Le 1er régiment d'infanterie de ligne fait les campagnes de l'an XII, de l'an XIII, de l'an XIV et de 1806 à l'armée d'Italie ou il combat à Caldiero, Civita-del-Tronto et Galiano, celle de 1806 à l'armée de Naples, celles de 1807, 1808, 1809 et 1810 aux armées de Naples et d'Italie et combat à Sacile, celle de 1812 au corps d'observation de Réserve, celle de 1813 à l'armée de Portugal et à la Grande Armée, celle de 1814 aux armées des Pyrénées et d'Italie et celle 1815 au 2e corps de la Grande Armée.

### 2erégiment
Le 2e régiment d'infanterie de ligne est formé à 4 bataillons avec les :
- 2e demi-brigade de deuxième formation (2 bataillons)
- 78e demi-brigade de deuxième formation (2 bataillons)

#### Historique
Le 2e régiment d'infanterie de ligne est embarqué sur l'escadre de Toulon de l'an XII à l'an XIV puis il fait la campagne de 1806 à l'armée d'Italie, celle de 1807 au corps d'observation de la Grande Armée, celles de 1808 à la Grande Armée et au corps d'observation des Pyrénées, celle de 1809 aux armées d'Espagne et d'Allemagne celle de 1810 aux armées d'Allemagne, d'Espagne, de Catalogne et au corps d'observation de Hollande, celle de 1811 à l'armée de Catalogne, celle de 1812 au corps d'observation de l'Elbe et à la Grande Armée et celles de 1813 et 1814 à l'armée de Portugal et à la Grande Armée, celle de 1814 au 2e corps de la Grande Armée, dans les garnisons de Custrin et de Magdebourg et au corps d'observation de Meden et celle de 1815 à la Grande Armée.  

### 3erégiment
Le 3e régiment d'infanterie de ligne est formé à 4 bataillons avec les :
- 3e demi-brigade de deuxième formation (2 bataillons)
- 1er et 2e bataillons de la 83e demi-brigade de deuxième formation (2 bataillons)

#### Historique
Le 3e régiment d'infanterie de ligne, alors rattaché à l'armée des côtes de l'Océan, fait les campagnes de l'an XII et de l'an XIII aux camps de Bayonne et de Saint-Omer, celles l'an XIV et de 1806 au 4e corps de la Grande Armée, celles de 1807 et de 1808 à la Grande Armée, celles de 1809 et de 1810 au 2e corps d'Allemagne de l'armée du Rhin, celle de 1812 à  l'armée d'Espagne, celle de 1813 aux armées d'Espagne, de Portugal et 1 bataillon rattaché à la Grande Armée était en garnison à Dantzig, celle en 1814 à la Grande Armée en garnison à Hambourg puis elle participa à la campagne de France en 1815 à la bataille de Waterloo.

### 4erégiment
Le 4e régiment d'infanterie de ligne est formé à 3 bataillons avec la :
- 4e demi-brigade de deuxième formation (3 bataillons)

#### Historique
Le 4e régiment d'infanterie de ligne, alors rattaché à l'armée des côtes de l'Océan, fait les campagnes de l'an XII et de l'an XIII au camp de Saint-Omer, celles l'an XIV à 1808 à la Grande Armée avec 1 bataillon en garnison à Dantzig. Il fait la campagne de 1810 à l'armée du Rhin et est de 1810 à 1812 au camp de Boulogne. En 1813 et 1814 il est à la Grande Armée et est en France en 1815. 

### 5erégiment
Le 5e régiment d'infanterie de ligne est formé à 4 bataillons avec la :
- 5e demi-brigade de deuxième formation (2 bataillons)
- 87e demi-brigade de deuxième formation (2 bataillons)

#### Historique
Le 5e régiment d'infanterie de ligne, alors rattaché à l'armée des côtes de l'Océan, fait les campagnes de l'an XII, de l'an XIII et de l'an XIV à l'armée d'Italie, celles 1806 à 1809 aux armées d'Italie et de Dalmatie, celle de 1810 aux armées d'Italie et d'Illyrie, celles de 1811, 1812 et 1813 à l'armée de Catalogne, celle de 1814 à l'armée de Réserve du Midi et celle de 1815 au 6e corps de la Grande Armée. 

### 6erégiment
Le 6e régiment d'infanterie de ligne est formé à 3 bataillons avec la :
- 6e demi-brigade de deuxième formation (3 bataillons)

#### Historique
Le 6e régiment d'infanterie de ligne, fait les campagnes de l'an XII à 1806 dans le royaume de Naples. De 1807 à 1810 il est en opération dans les îles Ioniennes et prend garnison à Corfou. De 1811 à 1813 le 6e est à Corfou et à l'île d'Elbe, en 1814 à Corfou et à l'armée d'Italie et en 1815 au corps d'observation du Jura.

### 7erégiment
Le 7e régiment d'infanterie de ligne est formé à 3 bataillons avec les :
- 1er et 2e bataillons de la 7e demi-brigade de deuxième formation (2 bataillons incomplets)
- 2e bataillon de la 20e demi-brigade de deuxième formation (1 bataillon incomplet)
- 3e bataillon de la 23e demi-brigade de deuxième formation (1 bataillon incomplet)
- 1er bataillon de la 31e demi-brigade de deuxième formation (1 bataillon)
- 3e bataillon de la 38e demi-brigade de deuxième formation (1 bataillon incomplet)
- 3e bataillon de la 68e demi-brigade de deuxième formation (1 bataillon incomplet)
- 2e bataillon de la 79e demi-brigade de deuxième formation (1 bataillon incomplet)

#### Historique
Partie dans le cadre de l'Expédition de Saint-Domingue, la 7e demi-brigade de deuxième formation est faite prisonnière, lors de l'évacuation du Cap-Français le 9 frimaire an XII (1er novembre 1803), après la bataille de Vertières.
En application de l'arrêté du 12 floréal an XI (2 mai 1803) une nouvelle 7e demi-brigade à 3 bataillons est créée, avec l'amalgame des 1er et 2e bataillons de la 7e demi-brigade, du 2e bataillon de la 20e demi-brigade, du 3e bataillon de la 23e demi-brigade, du 1er bataillon de la 31e demi-brigade, du 3e bataillon de la 68e demi-brigade et du 2e bataillon de la 79e demi-brigade. Cette nouvelle 7e demi-brigade reste en poste à Saint-Domingue à la disposition du ministère de la Marine jusqu'à l'évacuation complète de l'ancienne colonie.
De retour en France, le 7e régiment d'infanterie de ligne est créé à Blaye dans le mois de fructidor an XII (août 1804).
Le 7e régiment d'infanterie de ligne, ainsi constitué, fait la campagne de 1806 au camp volant de la Vendée, celle de 1807 à l'armée d'Italie, celle de 1808 au corps d'observation des Pyrénées, celle de 1809 à 1812 aux armées d'Espagne, de Catalogne et d'Aragon. En 1813 le 7e est à la Grande Armée, en  1814 à l'armée d'Italie, au corps d'observation de réserve du Midi et à l'armée de Lyon et en 1815 au 7e corps de la Grande Armée.

### 8erégiment
Le 8e régiment d'infanterie de ligne est formé à 3 bataillons avec la :
- 8e demi-brigade de deuxième formation (3 bataillons)

#### Historique
Le 8e régiment d'infanterie de ligne, fait les campagnes de l'an XII et de l'an XIII à l'armée de Hanovre et celle de l'an XIV à 1807  au  1er corps de la Grande Armée. Le 8e fait la campagne de 1808 en partie à Dantzig et en partie en Espagne. En 1809 et en 1810, il est aux armées d'Espagne et du Rhin en 1811 et 1812 à l'armée d'Espagne, en 1813 à l'armée d'Espagne au corps d'observation de Mayence et au corps d'observation de Bavière. En 1814 il est attaché à la Grande Armée et combat à Bar-sur-Aube (27 février) et Arcis-sur-Aube, avec un bataillon qui défendra les places fortes de Dantzig, Cuxhaven et Venlo ou il sera fait prisonnier de guerre. Durant la campagne des Cent-Jours, en 1815, le 8e RI est rattaché à la 4e division du 1er corps de la Grande Armée, et combat à Ligny puis à Waterloo. 

### 9erégiment
Le 9e régiment d'infanterie de ligne est formé à 3 bataillons avec la :
- 9e demi-brigade de deuxième formation (3 bataillons)

#### Historique
Le 9e régiment d'infanterie de ligne, fait les campagnes de l'an XII et de l'an XIII sur la flottille de Boulogne, à l'avant-garde  de l'armée des côtes de l'Océan en Valais et à l'armée d'Italie. De l'an XIV à 1811 il est à l'armée d'Italie, en 1812 à l'armée d'Italie et au 4e corps de la Grande Armée, en 1813 et 1814 à la Grande Armée et au corps d'observation d'Italie et tient garnison à Glogau et Magdebourg et en 1815, il est au 9e corps de la Grande Armée.  

### 10erégiment
Le 10e régiment d'infanterie de ligne est formé à 3 bataillons avec la :
- 10e demi-brigade de deuxième formation (2 bataillons)
- 1er bataillon de la 82e demi-brigade de deuxième formation (1 bataillon)

#### Historique
Le 10e régiment d'infanterie de ligne, fait les campagnes de l'an XII à l'an XIV à l'armée d'Italie, celle de 1806 à 1810 aux armées d'Italie et de Naples, celles de 1811 et 1812 au corps d'observation de réserve de l'armée d'Espagne, au corps d'armée de l'Ebre et à l'armée d'Aragon, celle de 1813 à l'armée d'Aragon et au 11e corps de la Grande Armée, celle de 1814 à l'armée des Pyrénées, à l'armée de réserve du Midi et à l'armée d'Italie et celle de 1815 au 6e corps de la Grande Armée.

### 11erégiment
Le 11e régiment d'infanterie de ligne est formé à 4 bataillons avec la :
- 11e demi-brigade de deuxième formation (2 bataillons)
- 104e demi-brigade de deuxième formation (2 bataillons)

#### Historique
Le 11e régiment d'infanterie de ligne, fait les campagnes de l'an XII à l'an XIV dans l'armée de Batavie au camp d'Utrecht, celle de l'an XIV et de 1806 à la Grande Armée, aux armées de Dalmatie et d'Italie, en 1809 aux armées d'Italie et de Dalmatie et au 11e corps de l'armée d'Allemagne, en 1810 à l'armée d'Illyrie, celles de 1811, 1812 et 1813 aux armées de Catalogne et d'Aragon, en 1814 aux armées de Lyon et des Pyrénées et en 1815 au 6e corps de la Grande Armée. 

### 12erégiment
Le 12e régiment d'infanterie de ligne est formé à 3 bataillons avec la :
- 12e demi-brigade de deuxième formation (2 bataillons)
- 3e bataillon de la 86e demi-brigade de deuxième formation (1 bataillon).

#### Historique
Le 12e régiment d'infanterie de ligne, fait les campagnes de l'an XII et de l'an XIII au camp de Bruges, celles de l'an XIV, de 1806 et de 1807 au 3e corps de la Grande Armée, celles de 1808, 1810 et 1811 aux armées du Rhin, d'Allemagne et en garnison à Dantzig. En 1812 le 12e est au corps d’observation de l'Elbe, en 1813 il est au 1er corps de la Grande Armée et en 1814 au 7e corps de la Grande Armée et une portion du 12e est fait prisonnier de guerre à Anvers. En 1815 il est au 3e corps de la Grande Armée

### 13erégiment
Le 13e régiment d'infanterie de ligne est formé à 3 bataillons avec la :
- 13e demi-brigade de deuxième formation (3 bataillons)

#### Historique
Le 13e régiment d'infanterie de ligne, fait les campagnes de l'an XII et de l'an XII sur la flottille de Boulogne, celles de l'an XIV, 1806, 1807 et 1808 aux armées du Frioul et d'Italie, celle de 1809, 1810, 1811 et 1812 à l'armée d'Italie, celle de 1813 aux armées d'Illyrie et d'Italie et en 1814 à l'armée d'Italie. En 1815, il est au 9e corps de la Grande Armée

### 14erégiment
Le 14e régiment d'infanterie de ligne est formé à 3 bataillons avec la :
- 14e demi-brigade de deuxième formation (3 bataillons)

#### Historique
Le 14e régiment d'infanterie de ligne, fait les campagnes de l'an XII et de l'an XII au camp de Saint-Omer, celle de l'an XIV, 1806 et 1807 aux 4e puis 8e corps de la Grande Armée. Pour les campagnes de 1808, 1810 et 1811 le 14e est à l'armée d'Espagne, celle de 1812 aux armées de Catalogne, d'Aragon et au corps d'observation de l'Ebre et celle de 1813 à l'armée d'Aragon. En 1814, le régiment est à l'armée d'Allemagne, en garnison à Dantzig, à l'armée des Pyrénées et au corps de réserve du Midi. En 1815, il est au 7e corps de la Grande Armée.

### 15erégiment
Le 15e régiment d'infanterie de ligne est formé à 4 bataillons avec les :
- 1er et 2e bataillons de la 15e demi-brigade de deuxième formation (2 bataillons)
- 1er et 3e bataillons de la 107e demi-brigade de deuxième formation (2 bataillons)

#### Historique
Le 15e régiment d'infanterie de ligne, est de l'an XII à 1806 en garnison à Brest. En 1807 il au 6e corps de la Grande Armée puis au corps d'observation de la Gironde, en 1808 à l'armée de Portugal et à la division d'observation des Pyrénées-Occidentales, en 1809 aux armées d'Espagne et de Portugal. De 1810 à 1812 le 15e est aux armées de Portugal et d'Espagne. En 1813 le régiment est aux armées d'Espagne et de Portugal, au 6e corps de la Grande Armée et au corps d'observation de Bavière. En 1814 et 1815 il est à la Grande Armée.

### 16erégiment
Le 16e régiment d'infanterie de ligne est formé à 3 bataillons avec la :
- 16e demi-brigade de deuxième formation (3 bataillons)

#### Historique
Le 16e régiment d'infanterie de ligne, fait la campagne de l'an XII à l'armée d'Italie en garnison à Alexandrie. En l'an XIII, XIV et 1806, il est embarqué sur l'escadre de Toulon, en 1807 il est à l'armée d'Italie et au corps d'observation de la Grande Armée. En 1808 le 16e est au 4e corps de la Grande Armée et au corps d'observation des Pyrénées-Occidentales, en 1809 et 1810 il est au 7e corps de l'armée d'Espagne, au 4e corps de l'armée d'Allemagne, au corps d'observation de la Hollande et à l'armée de Catalogne, en 1811 et 1812 aux armées de Catalogne et d'Aragon, en 1813 à l'armée d'Aragon et en 1814 6e corps de la Grande Armée, sous Lyon, à l'armée d'Italie et à l'armée de réserve du Midi. En 1815 il est au 9e corps de la Grande Armée.

### 17erégiment
Le 17e régiment d'infanterie de ligne est formé à 4 bataillons avec les :
- 17e demi-brigade de deuxième formation (2 bataillons)
- 41e demi-brigade de deuxième formation (2 bataillons)

#### Historique
Le 17e régiment d'infanterie de ligne, fait les campagnes de l'an XII et de l'an XIII aux camps d'Utrecht et de Bruges, celle de l'an XIV au 3e corps de la Grande Armée, celles de 1806, de 1807 et de 1808 au 3e corps de la Grande Armée, à l'armée des Côtes et au camp de Boulogne, celles de 1809 et 1810 au 3e corps de l'armée d'Allemagne. Le 17e fait les campagnes de 1811 et 1812 à l'armée d'Allemagne et au corps d'observation de l'Elbe, celle de 1813 au 1er corps de la Grande Armée et tient garnison à Stettin et en 1814 à la Grande Armée en Allemagne ou il est fait prisonnier de guerre. En 1815 il est au 1er corps de la Grande Armée.

### 18erégiment
Le 18e régiment d'infanterie de ligne est formé à 3 bataillons avec la :
- 18e demi-brigade de deuxième formation (2 bataillons)

#### Historique
Le 18e régiment d'infanterie de ligne, fait les campagnes de l'an XIV, 1806 et à 1807 au 4e corps de la Grande Armée, celle de 1808 au 4e corps de la Grande Armée et en garnison à Dantzig, celles de 1809 et 1810 aux armées du Rhin et d'Allemagne celle de 1811 au 4e corps de l'armée d'Allemagne, au corps d'observation de Hollande et au camp d'Utrecht, celles de 1812 et 1813 au 3e corps de la Grande Armée et celle de 1814 au 2e corps de la Grande Armée et en garnison à Magdebourg. En 1815 il est au 5e corps de l'armée du Rhin.

### 19erégiment
Le 19e régiment d'infanterie de ligne est formé à 3 bataillons avec la :
- 19e demi-brigade de deuxième formation (3 bataillons)

#### Historique
Le 19e régiment d'infanterie de ligne, fait les campagnes de l'an XII et de l'an XIII au camp de Saint-Omer et à l'armée de Hanovre, celle de l'an XIV et de 1806 aux armées de Hanovre, de Hollande et à l'armée des Côtes, celles de 1807 et 1808 au camp de Boulogne, au corps d'observation de la Gironde et au corps du prince de Ponte-Corvo. De 1807 à 1811 une portion du 19e régiment fut détaché au camp de Boulogne. Le 19e fait les campagnes de 1809, 1810 et 1811 aux armées d'Allemagne, d'Espagne et de Portugal, celles de 1812, 1813 et 1814 au 2e corps de la Grande Armée, au corps d'observation de l'Elbe et est en garnison à Custrin et à Magdebourg. En 1815, il est au 1er corps de la Grande Armée

### 20erégiment
Le 20e régiment d'infanterie de ligne est formé à 4 bataillons avec les :
- 20e demi-brigade de deuxième formation (2 bataillons)
- 91e demi-brigade de deuxième formation (2 bataillons)

#### Historique
Le 20e régiment d'infanterie de ligne, est organisé le 1er ventôse an XII (21 février 1804) et fait les campagnes de l'an XII et de l'an XIII à l'ile d'Elbe, en Corse, en Ligurie et à Gênes, celle de l'an XIV à l'armée d'Italie, celle de 1806, au 8e corps de la Grande Armée, à l'armée d'Italie et à l'armée de Naples, celles de 1807, 1808 et 1810 aux armées de Naples et d'Italie, celle de 1811 au corps d'observation de réserve de l'armée d'Espagne, celles de 1812 et 1813 au corps d'observation de l'Ebre, aux armées de Catalogne et d'Aragon et celle de 1814 aux armées des Pyrénées, d'Italie et de Lyon. En 1815, il est au 7e corps de la Grande Armée.

### 21erégiment
Le 21e régiment d'infanterie de ligne est formé à 4 bataillons avec les :
- 21e demi-brigade de deuxième formation (2 bataillons)
- 109e demi-brigade de deuxième formation (2 bataillons)

#### Historique
Le 21e régiment d'infanterie de ligne fait les campagnes de l'an XII et de l'an XIII à l'armée de Hollande et au camp de Bruges, celles de l'an XIV, 1806, 1807 et 1808 au 5e corps de la Grande Armée, celles de 1809 et 1810 aux armées du Rhin et d'Allemagne, celles de 1811, 1812 et 1813 au 1er corps de la Grande Armée, à Hambourg et au corps d'observation de l'Elbe et celle de 1814, en garnison à Anvers et à Juliers ou il est fait prisonnier de guerre. En 1815, il est au 1er corps de la Grande Armée.

### 22erégiment
Le 22e régiment d'infanterie de ligne est formé à 3 bataillons avec la :
- 22e demi-brigade de deuxième formation (3 bataillons)

#### Historique
Le 22e régiment d'infanterie de ligne fait les campagnes de l'an XII et de l'an XIII au camp de Saint-Omer, celle de l'an XIV et de 1806 au corps d'armée du centre et à l'armée du Nord, celles de 1807 et 1808 aux 8e et 4e corps de la Grande Armée et en garnison à Dantzig. En 1809 le 22e est à l'armée du Rhin, au 10e corps de la Grande Armée et à l'armée d'Espagne, en 1810, 1811 et 1812 il est aux armées d'Espagne et de Portugal, en 1813 aux armées de Portugal et du Nord de l'Espagne et en 1814 il est à l'armée de Hollande et en garnison à Maestricht. En 1815, il est au 3e corps de la Grande Armée et participe à la bataille de Waterloo. 

### 23erégiment
Le 23e régiment d'infanterie de ligne est formé à 4 bataillons avec les :
- 23e demi-brigade de deuxième formation (2 bataillons)
- 73e demi-brigade de deuxième formation (2 bataillons)

#### Historique
Le 23e régiment d'infanterie de ligne fait les campagnes de l'an XII et de l'an XIII sur l'escadre de Toulon, celle de l'an XIV, de 1806, de 1807 et 1808 aux armées d'Italie et de Dalmatie, celle de 1809 au 11e corps de la Grande Armée, celles de 1810, 1811, 1812 et 1813 aux armées d'Illyrie, d'Espagne, de Catalogne et au corps d'observation de l'Ebre, celle de 1814 aux armées sous Mayence et de Lyon. En 1815 le 23e est aux 2e et 3e corps de la Grande Armée.

### 24erégiment
Le 24e régiment d'infanterie de ligne est formé à 4 bataillons avec les :
- 24e demi-brigade de deuxième formation (2 bataillons)
- 1er et 2e bataillons de la 49e demi-brigade de deuxième formation (2 bataillons)

#### Historique
Le 24e régiment d'infanterie de ligne fait les campagnes de l'an XII et de l'an XIII au camp de Brest et à l'île d'Ouessant, celle de l'an XIV, 1806 et 1807 au 7e corps de la Grande Armée, celle de 1808 à la Grande Armée et à l'armée d'Espagne; une portion du 24e resta attachée au 7e corps de la Grande Armée et tint garnison à Dantzig de 1808 à 1814 ou elle fut faite prisonnière de guerre. Le 24e régiment fait les campagnes de 1809, 1810, 1811, 1812 et 1813 à l'armée d'Espagne et celle de 1814 à l'armée de Lyon. En 1815 le 24e est au 7e corps de la Grande Armée.

### 25erégiment
Le 25e régiment d'infanterie de ligne est formé à 3 bataillons avec la :
- 25e demi-brigade de deuxième formation (3 bataillons)

#### Historique
Le 25e régiment d'infanterie de ligne fait les campagnes de l'an XII et de l'an XIII au camp de Bruges, celle de l'an XIV au 3e corps de la Grande Armée, celle de 1806 à l'armée des côtes et au 3e corps de la Grande Armée. Le détachement attaché à l'armée des côtes fit partie du camp de Boulogne de 1807 à 1809, époque à laquelle il se rendit en Allemagne. Le 25e fait les campagnes de 1809 et 1810 aux armées d'Allemagne et d'Espagne, celles de 1811 et 1812 aux armées de Portugal, d'Espagne et au corps d'observation de l'Elbe, celle de 1813 au 1er corps de la Grande Armée et en garnison à Stettin et celle de 1814 1er et 6e corps de la Grande Armée et est fait prisonnier de guerre à Landrecies.

### 26erégiment
Le 26e régiment d'infanterie de ligne est formé à 3 bataillons avec les :
- 26e demi-brigade de deuxième formation (2 bataillons)
- 1er bataillon la 74e demi-brigade de deuxième formation (1 bataillon)

#### Historique
Le 26e régiment d'infanterie de ligne fait les campagnes de l'an XII et de l'an XIII au camp de Bayonne et dans les cantonnements de Saintes, d'Angoulême et de Périgueux. Embarqué sur l'escadre d'Aix, le 21 nivôse an XIII (11 janvier 1805), pour la Guadeloupe et la Martinique, le régiment reste aux colonies jusqu'en 1811. En 1810, le régiment est renforcé par une partie de la 89e demi-brigade revenue de Saint-Domingue.
La portion de ce corps rentrée en France à la fin de 1806, fit, sur le continent, la campagne de 1807 au corps d'observation de la Gironde; celles de 1808, 1809, 1810, 1811 et 1812 aux armées d'Espagne et de Portugal, celle de 1813 à l'armée d'Aragon et au corps d'observation de Bavière, celle de 1814 au 2e corps de la Grande Armée, à Mayence et à l'armée des Pyrénées. En 1815 il est à l'armée de la Vendée et à la bataille des Échaubrognes.

### 27erégiment
Le 27e régiment d'infanterie de ligne est formé à 3 bataillons avec la :
- 27e demi-brigade de deuxième formation (3 bataillons)

#### Historique
Le 27e régiment d'infanterie de ligne fait les campagnes de l'an XII et de l'an XIII à l'armée d'Helvétie et au camp de Montreuil, celle de l'an XIV, 1806 et 1807 au 6e corps de la Grande Armée et pour celle de 1808 une partie du régiment est en garnison à Dantzig et une autre partie à l'armée d'Espagne. Pour les campagnes de 1809 et 1810 le 27e est aux armées d'Espagne, de Portugal et d'Allemagne, celles de 1811 et 1812 aux armées d'Espagne, de Portugal et au camp de Bayonne, celle de 1813 aux armées de Portugal, d'Espagne, au corps d'observation de Mayence et au corps d'observation de Bavière et celle de 1814 à l'armée des Pyrénées. En 1815, après la bataille de Waterloo, il est fait prisonnier à Givet.

### 28erégiment
Le 28e régiment d'infanterie de ligne est formé à 3 bataillons avec la :
- 28e demi-brigade de deuxième formation (3 bataillons)

#### Historique
Le 28e régiment d'infanterie de ligne fait les campagnes de l'an XII et de l'an XIII au camp de Saint-Omer, celle de l'an XIV, de 1806 et 1807 au 4e corps de la Grande Armée, à l'armée des côtes et au camp de Boulogne ou une portion du régiment reste dans le camp de 1807 à 1812. Le 28e fait les campagnes de 1809, 1810, 1811 et 1812 aux armées d'Espagne, de Portugal et au camp de Bayonne, celle de 1813 à l'armée d'Espagne, à la Grande Armée, au corps d'observation de Mayence et au corps d'observation de Bavière, celle de 1814 au 8e et au 7e corps de la Grande Armée et il estf fait prisonnier de guerre à Saint-Omer). En 1815 il est au 1er corps de la Grande Armée.

### 29erégiment
Le 29e régiment d'infanterie de ligne est formé à 3 bataillons avec la :
- 29e demi-brigade de deuxième formation (3 bataillons)

#### Historique
Le 29e régiment d'infanterie de ligne fait les campagnes de l'an XII dans le Piémont et dans la Ligurie, celle de l'an XIII à 1810 aux armées de Naples et d'Italie, celle de 1812 à 1815 à la Grande Armée et celle de 1814 à Dantzig et à Hambourg. En 1815 il est au 1er corps de la Grande Armée.

### 30erégiment
Le 30e régiment d'infanterie de ligne est formé à 3 bataillons avec la :
- 30e demi-brigade de deuxième formation (3 bataillons)

#### Historique
Le 30e régiment d'infanterie de ligne fait les campagnes de l'an XII et de l'an XIII au camp de Bruges, celle de l'an XIV, 1806 et 1807 au 3e corps de la Grande Armée celle de 1808 en partie au 5e corps de la Grande Armée et en partie à Dantzig, celle de 1809, 1810 et 1811 aux armées du Rhin et d'Allemagne, celles de 1812 et 1813 au corps d'observation de l'Elbe et celle de 1814 à Hambourg et à Luxembourg. En 1815 il est à l'armée de la Moselle.

### 31erégiment
Le 31e régiment d'infanterie de ligne n'a pas été formé, le no 31 est resté vacant.

#### Historique
Le 1er bataillon de la 31e demi-brigade de deuxième formation ayant été incorporé dans le 7e régiment et le 2e bataillon dans le 105e régiment, le no 31 reste vacant.

### 32erégiment
Le 32e régiment d'infanterie de ligne est formé à 3 bataillons avec la :
- 32e demi-brigade de deuxième formation (3 bataillons)

#### Historique
Le 32e régiment d'infanterie de ligne fait les campagnes de l'an XII et de l'an XIII au camp de Montreuil, celles de l'an XIV et de 1806 au 3e corps de la Grande Armée, celle de 1807 au 1er corps de la Grande Armée, au camp de Saint-Malo et au corps d'observation de la Gironde, celle de 1808 au 1er corps de la Grande Armée, en garnison à Dantzig, aux armées de Portugal et d'Espagne, celle de 1809, 1810 1811 et 1812 à l'armée d'Espagne, celle de 1813 à l'armée du midi, d'Espagne, au corps d'observation de Mayence et au corps d'observation de Bavière et pour celle de 1814 une partie à l'armée de réserve du Midi de l'Espagne et à l'armée des Pyrénées et une autre partie est faite prisonnière de guerre à Mayence. En 1815 il est à l'armée du Rhin et au 5e corps de la Grande Armée.

### 33erégiment
Le 33e régiment d'infanterie de ligne est formé à 3 bataillons avec la :
- 33e demi-brigade de deuxième formation (3 bataillons)

#### Historique
Le 33e régiment d'infanterie de ligne fait les campagnes de l'an XII et de l'an XIII au camp de Bruges, celle de l'an XIV, 1806, 1807 et 1808 au 5e corps de la Grande Armée et en garnison à Dantzig, celle de 1809 et
1810 à l'armée d'Allemagne, celles de 1811, 1812 et 1813 au corps d'observation de l'Elbe et lors de celle de 1814, il est fait prisonnier de guerre à Luxembourg. En 1815 il est au  5e corps de la Grande Armée. 

### 34erégiment
Le 34e régiment d'infanterie de ligne est formé à 4 bataillons avec les :
- 34e demi-brigade de deuxième formation (2 bataillons)
- 80e demi-brigade de deuxième formation (2 bataillons)

#### Historique
Le 34e régiment d'infanterie de ligne fait les campagnes de l'an XII et de l'an XIII au camp de Saint-Omer, celle de l'an XIV, 1806, 1807 et 1808 au 5e corps de la Grande Armée et en garnison à Dantzig, celles de 1809, 1810, 1811, 1812 et 1813 aux armées d'Espagne et de Portugal et au camp de Bayonne et celle 1814 à l'armée des Pyrénées. En 1815 il est fait prisonnier de guerre à Givet.

### 35erégiment
Le 35e régiment d'infanterie de ligne est formé à 4 bataillons avec les :
- 35e demi-brigade de deuxième formation (2 bataillons)
- 71e demi-brigade de deuxième formation (2 bataillons)

#### Historique
Le 35e régiment d'infanterie de ligne fait les campagnes de l'an XII et de l'an XIII au camp d'Utrecht, celles de l'an XIV au 2e corps de la Grande Armée, celle de 1806 à l'armée d'Italie, celle de 1807 aux armées du Frioul et d'Italie, celles de 1808, 1809, 1810 et 1811 à l'armée d'Italie, celle de 1812 au 5e corps de la Grande Armée et celles de 1813 et 1814 à la au Grande Armée. 

### 36erégiment
Le 36e régiment d'infanterie de ligne est formé à 3 bataillons avec la :
- 36e demi-brigade de deuxième formation (3 bataillons)

#### Historique
Le 36e régiment d'infanterie de ligne fait les campagnes de l'an XII et de l'an XIII au camp de Saint-Omer, celles de l'an XIV, 1806, 1807 et 1808 au 4e corps de la Grande Armée, celles de 1809 à 1813 aux armées d'Espagne et de Portugal.
Une portion de corps est restée au camp de Boulogne de 1807 à 1812. Celui-ci rejoignit à la fin de 1812 le 3e corps de la Grande Armée.
Le 36e fait la campagne de 1814 à l'armée des Pyrénées ou il est fait prisonnier de guerre et en 1815 il est à l'armée du Rhin.

### 37erégiment
Le 37e régiment d'infanterie de ligne est formé à 4 bataillons avec les :
- 37e demi-brigade de deuxième formation (2 bataillons)
- 38e demi-brigade de deuxième formation (2 bataillons)

#### Historique
Le 37e régiment d'infanterie de ligne fait les campagnes de l'an XII et de l'an XIII au camp de Brest. Embarqué en l'an XIII, sur l'escadre ralliée dans le port de Brest, il débarque en Italie en 1806 et fait la campagne suivante au corps d'observation de la Grande Armée, celle de 1808 au 4e corps de l'armée d'Espagne et au 5e corps de l'armée des Pyrénées-Orientales, celle de 1809 aux armées d'Espagne (4e corps) et d'Allemagne(7e
corps, celle de 1810 aux armées d'Espagne, de Catalogne, d'Allemagne et au corps d'observation de Hollande, celle de 1811 à l'armée de Catalogne, celles de 1812 et 1813 au 2e corps d'observation de l'Elbe et celles de 1814 et 1815 au 2e corps de la Grande Armée.

### 38erégiment
Le 38e régiment d'infanterie de ligne n'a pas été formé, le no 38 est resté vacant.

#### Historique
La 38e demi-brigade de deuxième formation ayant été incorporée dans le 37e régiment, le no 38 resta vacant.

### 39erégiment
Le 39e régiment d'infanterie de ligne est formé à 3 bataillons avec la :
- 39e demi-brigade de deuxième formation (3 bataillons)

#### Historique
Le 39e régiment d'infanterie de ligne fait les campagnes de l'an XII et de l'an XIII au camp de Montreuil, celles de l'an XIV, 1806 et 1807 au 6e corps de la Grande Armée, celle de 1808 à l'armée d'Espagne, à la Grande Armée et à la garnison de Dantzig, celle de 1809 aux armées d'Espagne, à l'du Rhin et au 2e corps de l'armée d'Allemagne, celle de 1810 aux armées d'Espagne, de Portugal et au 2e corps de l'armée d'Allemagne, celles de 1811 et 1812 aux armées de Portugal, d'Espagne et au camp de Bavonne, celle de 1813 aux armées de Portugal, d'Espagne et au corps d'observation de Mayence et celle de 1814 à l'armée des Pyrénées, à Mayence, à Dantzig et à Landau ou il est fait prisonnier de guerre.  En 1815 il est au 5e corps de l'armée du Rhin.

### 40erégiment
Le 40e régiment d'infanterie de ligne est formé à 3 bataillons avec la :
- 40e demi-brigade de deuxième formation (3 bataillons)

#### Historique
Le 40e régiment d'infanterie de ligne fait les campagnes de l'an XII et de l'an XIII au camp de Saint-Omer, celles de l'an XIV, 1806, 1807 et 1808 au 5e corps de la Grande Armée et à la garnison de Dantzig(1808), celles de 1809 et 1810 à l'armée d'Espagne et au 2e corps de l'armée d'Allemagne, celle de 1811, 1812 et 1813 à l'armée d'Espagne et au 14e corps de la Grande Armée et en 1814 à l'armée des Pyrénées et au 6e corps de la Grande Armée. En 1815 il est au 6e corps de l'armée du Rhin et au 5e corps de l'armée du Nord.

### 41erégiment
Le 41e régiment d'infanterie de ligne n'a pas été formé, le no 41 est resté vacant.

#### Historique
La 41e demi-brigade de deuxième formation ayant été incorporé dans le 17e régiment, le no 41 resta vacant.

### 42erégiment
Le 42e régiment d'infanterie de ligne est formé à 3 bataillons avec la :
- 42e demi-brigade de deuxième formation (3 bataillons)

#### Historique
Le 42e régiment d'infanterie de ligne fait les campagnes de l'an XII, de l'an XIII de l'an XIV et de 1806 à l'armée de Naples, celle de 1807 aux armées de Naples et d'Italie, celle de 1808 et de 1809 aux armées d'Italie (5e corps et d'Espagne (7e corps), celles de 1810, 1811 et 1812 aux armées de Catalogne et d'Aragon, celle de 1813 à l'armée de Catalogne et au corps d'observation d'Italie et celle de 1814 aux armées des Pyrénées et d'Italie. En 1815  il est au 7e corps de la Grande Armée.

### 43erégiment
Le 43e régiment d'infanterie de ligne est formé à 3 bataillons avec la :
- 43e demi-brigade de deuxième formation (3 bataillons)

#### Historique
Le 43e régiment d'infanterie de ligne fait la campagne de l'an XII, au camp de Saint-Omer, celui de l'an XIII au corps d'armée du centre, celui de l'an XIV au corps d'armée du centre et au 4e corps de la Grande Armée, celles de 1806 et 1807 au 4e corps de la Grande Armée et à l'armée des Côtes, celle de 1808 aux camps de Boulogne et de Rennes, et au corps de réserve de l'armée d'Espagne, celles de 1809, 1810, 1811 et 1812 à l'armée d'Espagne, celle de 1813 à l'armée d'Espagne et au 4e corps de la Grande Armée et celle de 1814 à l'armée des Pyrénées, au corps de réserve du Midi et au 6e corps de la Grande Armée. En 1815 il est au 8e corps de l'armée du Rhin.

### 44erégiment
Le 44e régiment d'infanterie de ligne est formé à 3 bataillons avec la :
- 44e demi-brigade de deuxième formation (3 bataillons)

#### Historique
Le 44e régiment d'infanterie de ligne fait les campagnes de l'an XII et de l'an XIII aux camps de Montreuil et de Brest, et au corps d'Irlande, celles de l'an XIV, 1806 et 1807(1) aux 7e et 10e corps de la Grande Armée, celle de 1808 à l'armée d'Espagne, aux camps de Boulogne et de Rennes, celle de 1809 à 1813 aux armées d'Espagne et d'Aragon et celle de 1814 à Hambourg, à l'armée des Pyrénées et au corps de réserve du Midi. En 1815 il est au 4e corps de l'armée de la Moselle.

### 45erégiment
Le 45e régiment d'infanterie de ligne est formé à 3 bataillons avec les :
- 3e bataillon de la 7e demi-brigade de deuxième formation (1 bataillon)
- 45e demi-brigade de deuxième formation (2 bataillons)

#### Historique
Le 45e régiment d'infanterie de ligne fait les campagnes de l'an XII et de l'an XIII dans le Hanovre, celle de l'an XIV, 1806 et 1807 au 1er corps de la Grande Armée, celle de 1808 et 1809 au 1er corps de la Grande Armée, aux armées d'Espagne et au 2e corps de l'armée du Rhin, celle de 1810 à 1813 à la Grande Armée et à
l'armée d'Espagne et celle de 1814 à l'armée des Pyrénées et en Hollande ou il est fait prisonnier de guerre
à Maestricht. En 1815 il est au 1er corps de la Grande Armée.

### 46erégiment
Le 46e régiment d'infanterie de ligne est formé à 3 bataillons avec la :
- 46e demi-brigade de deuxième formation (3 bataillons)

#### Historique
Le 46e régiment d'infanterie de ligne fait les campagnes de l'an XII et de l'an XIII au camp de Saint-Omer, celles de lan XIV à 1808 au 4e corps de la Grande Armée, à l'armée des Côtes et au camp de Boulogne, celles de 1809, 1810 et 1811 au camp de Boulogne, aux armées d'Allemagne (4e corps), d'Espagne et de Portugal, celle de 1812 au camp de Boulogne et au 3e corps de la Grande Armée, celle de 1813 au 3e corps de la Grande Armée et au 2e corps du corps d'observation de Minden et en 1814 aux 2e et 6e corps de la Grande Armée et à la garnison de Magdebourg. En 1815 il est au 1er corps de la Grande Armée.

### 47erégiment
Le 47e régiment d'infanterie de ligne est formé à 3 bataillons avec la :
- 47e demi-brigade de deuxième formation (3 bataillons)

#### Historique
Le 47e régiment d'infanterie de ligne fait les campagnes de l'an XII et de l'an XIII au camp de Brest, et en l'an XIII et 1806 il est embarqué à Lorient. En 1807, il est au corps d'observation de la Gironde, en 1808 au corps d'observation des Pyrénées et aux armées d'Espagne et de Portugal, en 1809 à l'armée d'Espagne, en 1810 aux armées d'Espagne et de Portugal, en 1811 et 1812 à l'armée de Portugal, en  1813 aux armées de Portugal, d'Espagne et au corps d'observation de Bavière et en 1814 à l'armée des Pyrénées et à Mayence. En 1815 il est au 6e corps de la Grande Armée.

### 48erégiment
Le 48e régiment d'infanterie de ligne est formé à 3 bataillons avec la :
- 48e demi-brigade de deuxième formation (3 bataillons)

#### Historique
Le 48e régiment d'infanterie de ligne fait les campagnes de l'an XII et de l'an XIII dans le Hanovre, au camp de Bruges, à Anvers et à Berg-op-Zoom, celles de l'an XIV et de 1806  au 3e corps de la Grande Armée, celle de 1807 et 1808 au 3e corps de la Grande Armée et au corps d'observation de l'Escaut, celles de 1809 et 1810 au 3e corps de réserve de l'armée d'Allemagne, celles de 1811 et 1812 à l'armée d'Allemagne, au corps d'observation de l'Elbe et au 1er corps de la Grande Armée et celle de 1814 à Hambourg et 1er corps de la Grande Armée. En 1815, il est au 4e corps de l'armée de la Moselle.

### 49erégiment
Le 49e régiment d'infanterie de ligne n'a pas été formé, le no 49 est resté vacant.

#### Historique
La 49e demi-brigade de deuxième formation ayant été incorporé dans le 24e régiment, le no 49 resta vacant.

### 50erégiment
Le 50e régiment d'infanterie de ligne est formé à 3 bataillons avec la :
- 50e demi-brigade de deuxième formation (3 bataillons)

#### Historique
Le 50e régiment d'infanterie de ligne fait la campagne de l'an XII aux armées de Hanovre et de Batavie, celle de l'an XIII sur la flottille d'Anvers et au camp de Montreuil. Lors de cette campagne les 1er et 2e bataillons furent rattachés au 3e corps de la Grande Armée et le 3e bataillon fut rattaché à l'armée des Côtes. Le 50e fait les campagnes de 1806 et 1807 au 6e corps de la Grande Armée et à l'armée des Côtes, celles de 1808 et 1809 au 6e corps de la Grande Armée, à l'armée d'Espagne et au camp de Boulogne, celle de 1810 aux armées d'Espagne, de Portugal, et au corps de réserve de l'armée d'Allemagne, celles de 1811 et 1812 aux armées d'Espagne, de Portugal, celle de 1813 aux 5e et 14e corps de la Grande Armée et aux armées d'Espagne, de Portugal et celle de 1814 à l'armée des Pyrénées et au 6e corps de la Grande Armée. En 1815, il est au 4e corps de l'armée de la Moselle.

### 51erégiment
Le 51e régiment d'infanterie de ligne est formé à 3 bataillons avec la :
- 51e demi-brigade de deuxième formation (3 bataillons)

#### Historique
Le 51e régiment d'infanterie de ligne fait les campagnes de l'an XII et de l'an XIII au camp de Bruges, celles de l'an XIV, 1806 et 1807 aux 5e, 3e et 2e corps de la Grande Armée, celle de 1808 au corps de réserve de l'armée d'Espagne, au camp de Boulogne et aux garnisons de Magdebourg et de Dantzig. Une partie du 51e resta détaché au camp de Boulogne jusqu'en 1812.
Le régiment fait ensuite les campagnes de 1809, 1810 et 1811 à l'armée d'Espagne, celle de 1812 ; 1812 à l'armée d'Espagne et au 3e corps de la Grande Armée, celle de 1813 à l'armée d'Espagne, aux 9e, 6e et 1er corps de la Grande Armée et au corps d'observation de Bavière et celle de 1814 au 1er corps de la Grande Armée, à l'armée des Pyrénées et tient les garnisons de Wesel et d'Anvers ou il est fait prisonnier de guerre. En 1815, il est au 1er corps de l'armée de la Moselle.

### 52erégiment
Le 52e régiment d'infanterie de ligne est formé à 3 bataillons avec la :
- 52e demi-brigade de deuxième formation (3 bataillons)

#### Historique
Le 52e régiment d'infanterie de ligne fait les campagnes de l'an XII et de l'an XIII à l'armée d'Italie, celles de l'an XIV   et de 1806 aux armées d'Italie et de Naples, celle de 1807 à l'armée de Naples, celle de 1808 aux armées de Naples et d'Italie, celles de 1809 et 1810 à l'armée d'Italie, celles de 1811 et 1812 à la division de réserve de l'armée d'Espagne. Une partie du régiment fut rattachée de 1812 à 1814 à la division active du Piémont. Le 52e fait la campagne de 1813 à l'armée d'Espagne et aux 12e et 7e corps de la Grande Armée et celle de 1814 à l'armée d'Italie et est fait prisonnier de guerre à Gênes. En 1815, il est au 6e corps d'observation du Jura.
Le 3e bataillon du 52e régiment sera l'une des composantes qui formera, le 9 décembre 1813 à Mayence, le 104e régiment d'infanterie de ligne.

### 53erégiment
Le 53e régiment d'infanterie de ligne est formé à 3 bataillons avec la :
- 53e demi-brigade de deuxième formation (3 bataillons)

#### Historique
Le 53e régiment d'infanterie de ligne fait les campagnes de l'an XII à 1811 au 8e corps de l'armée d'Italie, celle de 1812 au 4e corps de l'armée d'Italie et celles de 1813 et 1814 au corps d'observation de l'Adige. En 1815, il est au 7e corps de la Grande Armée.

### 54erégiment
Le 54e régiment d'infanterie de ligne est formé à 3 bataillons avec la :
- 54e demi-brigade de deuxième formation (3 bataillons)

#### Historique
Le 54e régiment d'infanterie de ligne fait les campagnes de l'an XII et de l'an XIII dans le Hanovre, celles de l'an XIV, 1806 et 1807 au 1er corps de la Grande Armée, celle de 1808 au 1er corps de l'armée d'Espagne et à la garnison de Dantzig. Le bataillon du 54e qui était détaché à Dantzig y tint garnison jusqu'en 1814 ou il fut fait prisonnier de guerre. Le régiment fait les campagnes de 1809 et 1810à l'armée d'Espagne et au 2e corps de l'armée d'Allemagne, celles de 1811 et 1812 à l'armée d'Espagne, celle de 1813 à l'armée d'Espagne, au corps d'observation de Mayence, au corps d'observation de Bavière et au 14e corps de la Grande Armée et celle de 1814 au 7e corps de la Grande Armée et dans les garnisons de Mayence et de Maestricht. En 1815, il est au 1er corps de la Grande Armée.

### 55erégiment
Le 55e régiment d'infanterie de ligne est formé à 3 bataillons avec les :
- 55e demi-brigade de deuxième formation (2 bataillons)
- 1er bataillon de la 110e demi-brigade de deuxième formation (1 bataillon)

#### Historique
Le 55e régiment d'infanterie de ligne fait les campagnes de l'an XII et de l'an XIII au camp de Saint-Omer, celle de l'an XIV à l'armée des Cotes et au 4e corps de la Grande Armée, celle de 1806 au 4e corps de la Grande Armée, celle de 1807 au 4e corps de la Grande Armée et au camp de Boulogne, celle de 1808 au camp de Boulogne et au 2e corps de l'armée d'Espagne, celles de l809, 1810 et 1811 à l'armée d'Espagne, celle de 1812 à l'armée d'Espagne, aux 3e et 9e corps de la Grande Armée, celle de  1813 à l'armée d'Espagne, aux 9e, 6e et 1er corps de la Grande Armée et au corps d'observation de Bavière et en 1814 à l'armée des Pyrénées et aux garnisons de Wesel et de Dunkerque ou il est fait prisonnier de guerre. En 1815, il est au 1er corps de la Grande Armée.

### 56erégiment
Le 56e régiment d'infanterie de ligne est formé à 4 bataillons avec les :
- 56e demi-brigade de deuxième formation (2 bataillons)
- 1er et 2e bataillons de la 68e demi-brigade de deuxième formation (2 bataillons)

#### Historique
Le 56e régiment d'infanterie de ligne était à Genève en l'an XII, forma la réserve des camps. Il fit les campagnes de l'an XIII, de l'an XIV et de 1806 à l'armée d'Italie, celle de 1807 à l'armée d'Italie et au corps d'observation de la Grande Armée, celle de 1808 au corps d'observation de la Grande Armée et au 5e corps des Pyrénées-Orientales, celle de 1809 au 7e corps de l'armée d'Espagne et au 4e corps de l'armée d'Allemagne, celle de 1810 à l'armée de Catalogne, au 4e corps de l'armée d'Allemagne et au corps d'observation de Hollande, celle de 1811 à l'armée de Catalogne et au camp d'Utrecht, celle de 1812 au corps d'observation de l'Elbe et au 2e corps de la Grande Armée et celles de 1813 et 1814 au 2e corps de la Grande Armée. En 1815, il est au 3e corps de la Grande Armée.

### 57erégiment
Le 57e régiment d'infanterie de ligne est formé à 3 bataillons avec la :
- 57e demi-brigade de deuxième formation (3 bataillons)

#### Historique
Le 57e régiment d'infanterie de ligne fait les campagnes de l'an XII et de l'an XIII au camp de Saint-Omer et celles de l'an XIV, 1806, 1807 et 1808 au 4e corps de la Grande Armée. Un bataillon de ce régiment tint garnison à Dantzig de 1808 à 1814 date à laquelle il fut fait prisonnier de guerre.
Le 57e fait la campagne de  1809 au 1er corps de l'armée du Rhin et au 2e corps de l'armée d'Allemagne, celle de 1810 au 3e corps de l'armée d'Allemagne, celle de 1811 au 5e corps de l'armée d'Allemagne et au corps d'observation de l'Elbe, celle de 1812 au 1er corps de la Grande Armée et au corps d'observation de l'Elbe, celle de 1813 au 1er corps de la Grande Armée et à la garnison de Stettin et celle de 1814 à Strasbourg ou il est fait prisonnier de guerre. En 1815, il est au 5e corps de l'armée du Rhin.

### 58erégiment
Le 58e régiment d'infanterie de ligne est formé à 3 bataillons avec la :
- 58e demi-brigade de deuxième formation (3 bataillons)

#### Historique
Le 58e régiment d'infanterie de ligne fait les campagnes de l'an XII et de l'an XIII à l'armée de réserve des camps, celles de l'an XIV et de 1806 aux 3e et 5e corps de la Grande Armée, celle de 1807 à la Grande Armée, au camp de Saint-Lô et au corps d'observation de la Gironde, celle de 1808 au corps d'observation de la Grande Armée, aux armées d'Espagne et de Portugal, celles de 1809 à 1812 à l'armée d'Espagne, celle de 1813 à l'armée d'Espagne, au corps d'observation de Mayence, au 14e corps de la Grande Armée et au corps d'observation de Bavière et celle de 1814 à la Grande Armée et à l'armée des Pyrénées ou il est fait prisonnier de guerre. En 1815, il est au 5e corps de l'armée du Rhin.

### 59erégiment
Le 59e régiment d'infanterie de ligne est formé à 3 bataillons avec la :
- 59e demi-brigade de deuxième formation (3 bataillons)

#### Historique
Le 59e régiment d'infanterie de ligne fait les campagnes de l'an XII et de l'an XIII au camp de Montreuil et celle de l'an XIV, 1806, 1807 et 1808 au 6e corps de la Grande Armée. Un bataillon de ce régiment tint garnison à Dantzig de 1808 à 1814 date à laquelle il fut fait prisonnier de guerre.
Le 59e fait la campagne de 1809 aux armées d'Espagne, du Rhin et d'Allemagne, celle de 1810 au 2e corps de l'armée d'Allemagne, aux armées d'Espagne et de Portugal, celle de 1811 armées d'Espagne, de Portugal et au camp de Bayonne, celles de 1812 et 1813 aux armées d'Espagne, de Portugal et au 14e corps de la Grande Armée et celle de 1814 à l'armée des Pyrénées. En 1815, il est au 4e corps de l'armée de la Moselle.

### 60erégiment
Le 60e régiment d'infanterie de ligne est formé à 4 bataillons avec les :
- 60e demi-brigade de deuxième formation (2 bataillons)
- 97e demi-brigade de deuxième formation (2 bataillons)

#### Historique
Le 60e régiment d'infanterie de ligne fait les campagnes de l'an XII, de l'an XIII et de l'an XIV à l'armée d'Italie, celle de 1806  au 8e corps de la Grande Armée, à l'armée d'Italie et à l'armée de Dalmatie, celles de 1807 et 1808 aux armées de Dalmatie et d'Italie, celle de 1809 à l'armée de Dalmatie et au 11e corps de l'armée d'Allemagne, celle de 1810 à l'armée d'Illyrie, celles de 1811 et 1812 à l'armée de Catalogne, celle de 1813 à l'armée de Catalogne et au 14e corps de la Grande Armée et celle de 1814 aux armées de Lyon et des Pyrénées ou il est fait prisonnier de guerre. En 1815 il est au 8e corps de la Grande Armée.
Le 60e régiment d'infanterie de ligne reprend, le 22 avril 1815, le nom de 64e régiment d'infanterie de ligne.
Il est licencié le 3 août suivant. 

### 61erégiment
Le 61e régiment d'infanterie de ligne est formé à 3 bataillons avec la :
- 61e demi-brigade de deuxième formation (3 bataillons)

#### Historique
Le 61e régiment d'infanterie de ligne fait les campagnes de l'an XII et de l'an XIII au camp de Bruges, celle de l'a XIV au 5e corps de la Grande Armée et celles de 1806, 1807 et 1808 au 5e corps de la Grande Armée. Un bataillon de ce régiment tint garnison à Dantzig de 1808 à 1814 date à laquelle il fut fait prisonnier de guerre.
Le 61e fait les campagnes de 1809 et 1810 à l'armée du Rhin et au 3e corps de l'armée d'Allemagne, celles de 1811 et 1812 au corps d'observation de l'Elbe et au 1er corps de la Grande Armée, celle de 1813 aux 1er et 13e corps de la Grande Armée et fut en garnison de Stettin et celle de 1814 à Hambourg et à Sarrelouis. En 1815 il est au 2e corps de la Grande Armée. 

### 62erégiment
Le 62e régiment d'infanterie de ligne est formé à 4 bataillons avec les :
- 62e demi-brigade de deuxième formation (2 bataillons)
- 99e demi-brigade de deuxième formation (2 bataillons)

#### Historique
Le 62e régiment d'infanterie de ligne fait les campagnes de l'an XII, de l'an XIII et de l'an XIV à l'armée d'Italie, celle de 1806 aux armées d'Italie et de Naples, celles de 1807 à 1810 à l'armée de Naples, celle de 1811 à l'armée de Naples et au corps d'observation d'Espagne, celle de 1812 à l'armée de Portugal, celle de  1813 aux armées de Portugal, d'Espagne et au corps d'observation de Bavière et celle de 1814 au 6e corps de la Grande Armée et à l'armée d'Italie. En 1815 il est au 6e corps de la Grande Armée et à l'armée du Jura.

### 63erégiment
Le 63e régiment d'infanterie de ligne est formé à 4 bataillons avec les :
- 63e demi-brigade de deuxième formation (2 bataillons)
- 1er bataillon de la 66e demi-brigade de deuxième formation (1 bataillon)

#### Historique
Le 63e régiment d'infanterie de ligne fait les campagnes de l'an XII et de l'an XIII aux camps de Montreuil et de Brest et au corps d'Irlande, celle de l'an XIV, 1806 et 1807 au 7e corps de la Grande Armée, celle de 1808 au 1er corps de la Grande Armée. Un bataillon de ce régiment tient garnison à Dantzig de 1808 à 1814 date à laquelle il est fait prisonnier de guerre.
Le 63e fait les campagnes de 1809 et 1810 aux armées d'Espagne et d'Allemagne, celles de 1811 et 1812 à l'armée d'Espagne, celle de 1813 à l'armée d'Espagne, au corps d'observation de Mayence, au 14e corps de la Grande Armée et au corps d'observation de Bavière et celle de 1814 à Mayence et à l'armée des Pyrénées ou il est fait prisonnier de guerre. En 1815 il est au 4e corps de l'armée de la Moselle.

### 64erégiment
Le 64e régiment d'infanterie de ligne est formé à 3 bataillons avec la :
- 64e demi-brigade de deuxième formation (3 bataillons)

#### Historique
Le 64e régiment d'infanterie de ligne fait les campagnes de l'an XII et de l'an XIII au camp de Saint-Omer, celles de l'an XIV, 1806, 1807 et 1808  au 5e corps de la Grande Armée, celles de 1809 et 1810 aux armées d'Espagne et d'Allemagne, celles de 1811 et 1812 à l'armée d'Espagne, celle de 1813 à l'armée d'Espagne, au corps d'observation de Mayence et au 14e corps de la Grande Armée et celle de 1814 à l'armée des Pyrénées et au corps de réserve du Midi ou il est fait prisonnier de guerre. En 1815 il est aux 2e et 3e corps de la Grande Armée.
Le 12 mai 1814, le 64e régiment d'infanterie de ligne est licencié et versé au 60e régiment d'infanterie de ligne.
Conformément à l'article 2 de l'ordonnance du 12 mai 1814 il est reformé le même jour à Metz avec les :
- 69e régiment d'infanterie de ligne
- 2e bataillon du 122e régiment d'infanterie de ligne
- 2e bataillon du 14e régiment de voltigeurs de la Garde impériale

### 65erégiment
Le 65e régiment d'infanterie de ligne est formé à 3 bataillons avec la :
- 65e demi-brigade de deuxième formation (3 bataillons)

#### Historique
Le 65e régiment d'infanterie de ligne fait les campagnes de l'an XII et de l'an XIII au camp de Brest et au corps d'Irlande, celle de 1806 aux armées du Nord et de Batavie et prend garnison à Anvers celle de 1807 au 3e corps de la Grande Armée et au corps d'observation de l'Escaut, celle de 1808 au 3e corps de la Grande Armée et en garnison à Dantzig, celle de 1809 au 5e corps de l'armée d'Allemagne à l'armée d'Espagne, celles de 1810, 1811 et 1812 aux armées d'Espagne et de Portugal, celle de 1813 aux armées d'Espagne, de Portugal et au 14e corps de la Grande Armée et celle de 1814 aux 1er et 6e corps de la Grande Armée, au corps de réserve du Midi et à l'armée des Pyrénées. En 1815 il est aux 6e corps de la Grande Armée

### 66erégiment
Le 66e régiment d'infanterie de ligne est formé à 3 bataillons avec les :
- 3e bataillon de la 15e demi-brigade de deuxième formation (1 bataillon)
- 2e et 3e bataillons de la 66e demi-brigade de deuxième formation (2 bataillons)

#### Historique
Le 66e régiment d'infanterie de ligne est réorganisé à la Rochelle, par arrêté du 12 floréal an XII (2 mai 1804).
Le 66e fait les campagnes de l'an XII et de l'an XIII à la Guadeloupe, tout en gardant son dépôt à la Rochelle, celle de 1806 à la Guadeloupe et au camp volant de la Vendée, celle de 1807 à la Guadeloupe et au corps d'observation de la Gironde, celle de 1808 à la Guadeloupe et à l'armée de Portugal, celles de 1809 et 1810 à la Guadeloupe, aux armées d'Espagne et de Portugal. En 1810, le régiment est renforcé par une partie de la 89e demi-brigade revenue de Saint-Domingue.
 
Il fait les campagnes de 1811 et 1812 à la Guadeloupe et à l'armée de Portugal, celle de 1813 aux armées d'Espagne, de Portugal et au corps d'observation de Bavière et celle de 1814 au 6e corps de la Grande Armée et à l'armée des Pyrénées ou il est fait prisonnier de guerre. En 1815 il est aux 8e corps de la Grande Armée.

### 67erégiment
Le 67e régiment d'infanterie de ligne est formé à 3 bataillons avec la :
- 67e demi-brigade de deuxième formation (3 bataillons)

#### Historique
Le 67e régiment d'infanterie de ligne fait les campagnes de l'an XII et de l'an XIII dans la Ligurie. Le 2e bataillon est embarqué sur l'escadre de Toulon dans le mois de germinal an XIII (avril 1805). Le régiment fait les campagnes de l'an XIV et 1806 à l'armée d'Italie, au camp volant d'Alexandrie, celle de 1807 à l'armée d'Italie et au corps d'observation de la Grande Armée, celles de 1808 et 1809 à l'armée d'Espagne et au 4e corps de la Grande Armée, celle de 1810 aux armées d'Espagne, de Catalogne, au 4e corps de l'armée d'Allemagne et au corps d'observation de Hollande, celles de 1811 et 1812 à l'armée de Catalogne, celle de 1813 à l'armée de Catalogne et au 7e corps de la Grande Armée et celle de 1814 à l'armée d'Italie. En 1815 il est aux 7e et 8e corps de la Grande Armée.
Le 3e bataillon du 67e régiment sera l'une des composantes qui formera, le 9 décembre 1813 à Mayence, le 104e régiment d'infanterie de ligne.

### 68erégiment
Le 68e régiment d'infanterie de ligne n'a pas été formé, le no 68 est resté vacant.

#### Historique
Les 1er et 2e bataillon de la 68e demi-brigade de deuxième formation ayant été incorporé dans le 56e régiment, le no 68 resta vacant.

### 69erégiment
Le 69e régiment d'infanterie de ligne est formé à 3 bataillons avec la :
- 69e demi-brigade de deuxième formation (3 bataillons)

#### Historique
Le 69e régiment d'infanterie de ligne fait les campagnes de l'an XII et de l'an XIII au camp de Montreuil, celles de l'an XIV, 1806 et 1807 au 6e corps de la Grande Armée, celle de 1808 au 6e corps de la Grande Armée, en garnison à Dantzig et à l'armée d'Espagne, celles de 1809 et 1810 aux armées d'Espagne et de Portugal et au 2e corps de l'armée d'Allemagne, celles de 1811 et 1812 aux armées d'Espagne, de Portugal et au camp de Bayonne, celle de 1813 aux armées d'Espagne, de Portugal et au 14e corps de la Grande Armée et celle de 1814 à l'armée des Pyrénées et au corps de réserve du Midi. En 1815 il est au 4e corps de l'armée de la Moselle et au 4e corps de l'armée du Nord

### 70erégiment
Le 70e régiment d'infanterie de ligne est formé à 3 bataillons avec la :
- 70e demi-brigade de deuxième formation (3 bataillons)

#### Historique
Le 70e régiment d'infanterie de ligne fait les campagnes de l'an XII et de l'an XIII au camp de Brest, celle de l'an XIV et de 1806 à l'armée des côtes de Brest, celle de 1807 au corps d'observation de la Gironde, celle de 1808 aux armées d'Espagne, de Portugal et au corps d'observation des Pyrénées-Occidentales, celles de  1809 et 1810 à l'armée d'Espagne, celles 1811 et 1812 à l'armée de Portugal, celle de 1813 aux armées de Portugal, d'Espagne, au 6e corps de la Grande Armée et au corps d'observation de Bavière et celle de 1814 au 6e corps de la Grande Armée et à l'armée des Pyrénées. En 1815 il est au 3e corps de la Grande Armée.

### 71erégiment
Le 71e régiment d'infanterie de ligne n'a pas été formé, le no 71 est resté vacant jusqu'en 1840.

#### Historique
La 71e demi-brigade de deuxième formation ayant été incorporée dans le 35e régiment, le no 71 resta vacant.

### 72erégiment
Le 72e régiment d'infanterie de ligne est formé à 3 bataillons avec la :
- 72e demi-brigade de deuxième formation (3 bataillons)

#### Historique
Le 72e régiment d'infanterie de ligne fait les campagnes de l'an XII et de l'an XIII au camp de Saint-Omer, celles de l'an  XIV et de 1806 à l'armée du Nord et en garnison à Anvers, celle de 1807 au 8e corps de la Grande Armée et au corps d'observation de l'Escaut, celle de 1808 au 4e corps de la Grande Armée et en garnison à Dantzig, celles de 1809, 1810 et 1811 au 4e corps de la Grande Armée. Une portion du régiment fit partie du camp de Boulogne de 1810 à 1812. En 1814 le 72e est au 3e corps de la Grande Armée et en 1815 au 2e corps de l'armée du Nord. 

### 73erégiment
Le 73e régiment d'infanterie de ligne n'a pas été formé, le no 73 est resté vacant.

#### Historique
La 73e demi-brigade de deuxième formation ayant été incorporée dans le 23e régiment, le no 73 resta vacant.

### 74erégiment
Le 74e régiment d'infanterie de ligne n'a pas été formé, le no 74 est resté vacant.

#### Historique
Le 1er bataillon de la 74e demi-brigade de deuxième formation ayant été incorporé dans le 26e régiment, et le 2e bataillon ayant été incorporé dans le 89e régiment, le no 74 resta vacant.

### 75erégiment
Le 75e régiment d'infanterie de ligne est formé à 3 bataillons avec la :
- 75e demi-brigade de deuxième formation (3 bataillons)

#### Historique
Le 75e régiment d'infanterie de ligne fait les campagnes de l'an XII et de l'an XIII au camp de Saint-Omer, celle de l'an  XIV au 4e corps de la Grande Armée celles de 1807 et 1808 au 4e corps de la Grande Armée et à l'armée des côtes, celle de 1808 au 4e corps de la Grande Armée et à l'armée d'Espagne, celles de 1809, 1810 et 1811 aux armées d'Espagne, de Portugal et au corps de réserve de l'armée d'Allemagne, celle de 1812 à l'armée d'Espagne, celle de 1813 à l'armée d'Espagne et au 4e corps de la Grande Armée et celle de 1814 à l'armée des Pyrénées et à l'armée de réserve du Midi ou il est fait prisonnier de guerre. En 1815 il est au 4e corps de la Grande Armée. 

### 76erégiment
Le 76e régiment d'infanterie de ligne est formé à 3 bataillons avec la :
- 76e demi-brigade de deuxième formation (3 bataillons)

#### Historique
Le 76e régiment d'infanterie de ligne fait les campagnes de l'an XII et de l'an XIII à l'armée de Hanovre, celle de l'an XIV, 186 et 1807 au 6e corps de la Grande Armée, celle de 1808 à l'armée d'Espagne avec un bataillon en garnison à Dantzig, celles de 1809 et 1810 aux armées d'Espagne, de Portugal et au 2e corps de l'armée d'Allemagne, celles de 1811 et 1812 aux armées de Portugal, d'Espagne et au camp de Bayonne, celle de 1813 aux armées de Portugal, d'Espagne et au 14e corps de la Grande Armée et celle de 1814 à l'armée des Pyrénées et garnison de Sarrelouis ou il est fait prisonnier de guerre. En 1815 il est au 4e corps de l'armée de la Moselle. 

### 77erégiment
Le 77e régiment d'infanterie de ligne n'a pas été formé, le no 77 est resté vacant.

#### Historique
La 77e demi-brigade de deuxième formation ayant été incorporé dans le 79e régiment, le no 77 resta vacant.

### 78erégiment
Le 78e régiment d'infanterie de ligne n'a pas été formé, le no 78 est resté vacant.

#### Historique
La 78e demi-brigade de deuxième formation ayant été incorporé dans le 2e régiment, le no 78 resta vacant.

### 79erégiment
Le 79e régiment d'infanterie de ligne est formé à 4 bataillons avec les :
- 77e demi-brigade de deuxième formation (2 bataillons)
- 79e demi-brigade de deuxième formation (2 bataillons)

#### Historique
Le 79e régiment d'infanterie de ligne fait les campagnes de l'an XII et de l'an XIII au camp de Bayonne, celles de l'an XIV, 106, 1807 et 1808 au 8e corps de la Grande Armée, aux armées d'Italie et de Dalmatie, celle de 1809 au 11e corps de l'armée d'Allemagne, celle de 1810
à l'armée d'Illyrie, celles de 1811 et 1812 à l'armée de Catalogne, celle de 1813 à l'armée de Catalogne et
au 14e corps de la Grande Armée et celle de 1814 aux armées des Pyrénées et de Lyon ou il est fait prisonnier de guerre. En 1815 il est au 8e corps de la Grande Armée. 

### 80erégiment
Le 80e régiment d'infanterie de ligne n'a pas été formé, le no 80 est resté vacant.

#### Historique
La 80e demi-brigade de deuxième formation ayant été incorporé dans le 34e régiment, le no 80 resta vacant.

### 81erégiment
Le 81e régiment d'infanterie de ligne est formé à 3 bataillons avec la :
- 81e demi-brigade de deuxième formation (3 bataillons)

#### Historique
Le 81e régiment d'infanterie de ligne fait la campagne de l'an XII (1803) à l'armée d'Italie, celle de l'an XIII (1804) à l'armée de Réserve et sur la flottille du Havre, celle de l'an XIV (1805) à l'armée d'Italie, celle de 1806 au 8e corps de la Grande Armée, aux armées d'Italie et de Dalmatie, celles de 1807, 1808 et 1809 aux armées de Naples et de Dalmatie, celle de 1810 aux armées d'Illyrie et d'Italie, celles de 1811 et 1812 à l'armée de Catalogne et au corps d'observation de réserve, celle de 1813 aux armées de Catalogne, d'Aragon et au 4e corps de la Grande Armée, celle de 1814 aux armées des Pyrénées et de Lyon ou il est fait prisonnier de guerre. En 1815 il est au 8e corps de la Grande Armée. 

### 82erégiment
Le 82e régiment d'infanterie de ligne est formé à 3 bataillons avec les :
- 3e bataillon de la 37e demi-brigade de deuxième formation (1 bataillon incomplet)
- 3e bataillon de la 82e demi-brigade de deuxième formation (1 bataillon incomplet)
- 3e bataillon de la 84e demi-brigade de deuxième formation (1 bataillon incomplet)
- 2e bataillon de la 107e demi-brigade de deuxième formation (1 bataillon incomplet)

#### Historique
Le 82e régiment d'infanterie de ligne commença à se réorganiser aux Sables-d'Olonne dans le mois de frimaire an XII (décembre 1803). Le 82e fait la campagne de 1807 au corps d'observation de la Gironde, celle de 1808 à l'armée de Portugal, celle de 1809 à l'armée d'Espagne, celle de 1810 aux armées d'Espagne et de Portugal. En 1810, le régiment est renforcé par une partie de la 89e demi-brigade revenue de Saint-Domingue.
 
Il fait les campagnes de 1811 et 1812 à l'armée de Portugal, celle de 1813 à l'armée d'Espagne et au corps d'observation de Bavière et celle de 1814 à l'armée des Pyrénées ou il est fait prisonnier de guerre. En 1815 il est au 8e corps de la Grande Armée.
Une portion du 82e régiment d'infanterie de ligne est restée dans les colonies, et y a fait les campagnes de l'an XII à 1814.

### 83erégiment
Le 83e régiment d'infanterie de ligne n'a pas été formé, le no 83 est resté vacant.

#### Historique
Les 1er et 2e bataillons de la 83e demi-brigade de deuxième formation ayant été incorporé dans le 3e régiment, et le 3e bataillon ayant été incorporé dans le 89e régiment d'infanterie de ligne le no 83 resta vacant.

### 84erégiment
Le 84e régiment d'infanterie de ligne est formé à 3 bataillons avec les :
- 1er et 2e bataillons de la 83e demi-brigade de deuxième formation (2 bataillons)
- 3e bataillons de la 89e demi-brigade de deuxième formation (1 bataillon)

#### Historique
Le 84e régiment d'infanterie de ligne fait les campagnes de l'an XII, de l'an XII et de l'an XIV à l'armée de Batavie et au camp d'Utrecht, celle de 1806 à la Grande Armée, aux armées de Batavie et d'Italie, celles de 1807 à 1811 à l'armée d'Italie, celle de 1812 à l'armée d'Italie et au 4e corps de la Grande Armée, celle de 1813 au 4e corps de la Grande Armée et en garnison à Glogau et celle de 1814 à l'armée d'Italie. En 1815 il est au 6e corps de la Grande Armée. 

### 85erégiment
Le 85e régiment d'infanterie de ligne est formé à 3 bataillons avec la :
- 85e demi-brigade de deuxième formation (3 bataillons)

#### Historique
Le 85e régiment d'infanterie de ligne fait les campagnes de l'an XII et de l'an XIII au camp de Bruges, celles de l'an XIV, 1806, 1807 et 1808 au 3e corps de la Grande Armée. Un bataillon du 85e resta à Dantzig, de 1808 à 1814.
Le régiment fait les campagnes 1809 et 1810 à l'armée du Rhin, devenue 3e corps de l'armée d'Allemagne, celles de 1811 et 1812 au corps d'observation de l'Elbe et au 1er corps de la Grande Armée, celle 1813 au 1er corps de la Grande Armée et celle de 1814 au 6e corps de la Grande Armée où il est fait prisonnier de guerre. En 1815 il est au 1er corps de la Grande Armée.  

### 86erégiment
Le 86e régiment d'infanterie de ligne est formé à 3 bataillons avec les :
- 1er et 2e bataillons de la 86e demi-brigade de deuxième formation (2 bataillons incomplet)
- 2e et 3e bataillons de la 110e demi-brigade de deuxième formation (2 bataillons incomplets)
- 3e bataillon de la 71e demi-brigade de deuxième formation (1 bataillon incomplet)
- 3e bataillon de la 90e demi-brigade de deuxième formation (1 bataillon incomplet)

#### Historique
Réorganisé à Pau et à Bayonne, le 12 floréal an XII (2 mai 1804), le 86e régiment d'infanterie de ligne fait la campagne de l'an XIV au camp volant de la Vendée, celle de 1807 au corps d'observation de la Gironde, celle de 1808 aux armées de Portugal, d'Espagne et au corps d'observation des Pyrénées-Occidentales, celle de 1809 à l'armée d'Espagne, celle de 1810 aux armées d'Espagne et de Portugal, celle de 1811 à l’armée de Portugal et au corps d'observation de Bayonne, celles de 1812 et 1813 aux armées de Portugal, de réserve de Bayonne et au corps d'observation de Bavière et celle de 1814 à l'armée des Pyrénées et aux 2e et 6e corps de la Grande Armée. En 1815 il est au 3e corps de la Grande Armée.

### 87erégiment
Le 87e régiment d'infanterie de ligne n'a pas été formé, le no 87 est resté vacant.

#### Historique
La 87e demi-brigade de deuxième formation ayant été incorporée dans le 5e régiment d'infanterie de ligne le no 87 resta vacant.

### 88erégiment
Le 88e régiment d'infanterie de ligne est formé à 3 bataillons avec la :
- 88e demi-brigade de deuxième formation (3 bataillons)

#### Historique
Le 88e régiment d'infanterie de ligne fait les campagnes de l'an XII et de l'an XIII au camp de Saint-Omer, celle de l'an XIV au 5e corps de la Grande Armée, celles de 1806 et 1807 aux 3e, 4e et 5e corps de la Grande Armée, celle de 1808 au 5e corps de la Grande Armée et en garnison à Dantzig. La portion du 88e restée à Dantzig y séjourna de 1808 à 1814. 
Le régiment fait les campagnes de 1809 et de 1810 aux armées d'Espagne, du Rhin et au 2e corps de l'armée d'Allemagne, celles de 1811 et de 1812 à l'armée d'Espagne, celle de 1813 à l'armée d'Espagne et au corps d'observation de Bavière et celle de 1814 au 6e corps de la Grande Armée. En 1815 il est au 3e corps de la Grande Armée.

### 89erégiment
La réorganisation de ce corps est confuse, les sources n'étant pas franchement très claires :
1 - Une première source indique :

Le 89e régiment d'infanterie de ligne est formé à 3 bataillons avec les :
- 2e bataillon de la 74e demi-brigade de deuxième formation (1 bataillon incomplet)
- 3e bataillon de la 49e demi-brigade de deuxième formation (1 bataillon incomplet)
- 3e bataillon de la 60e demi-brigade de deuxième formation (1 bataillon incomplet)
- 3e bataillon de la 74e demi-brigade de deuxième formation (1 bataillon incomplet)
- 3e bataillon de la 83e demi-brigade de deuxième formation (1 bataillon incomplet)
- 3e bataillon de la 98e demi-brigade de deuxième formation (1 bataillon incomplet)

Il n'est pas indiqué si le no 89 devient vacant.
2 - Une deuxième source indique :

La 89e demi-brigade ayant été incorporée dans les corps coloniaux, le no 89 resta vacant à l'organisation de l'an XII.
Les hommes non incorporés de l'ancienne 89e rentrèrent en France en décembre 1809, et rejoignirent le 86e régiment.
Le cadre revenu de Saint-Domingue depuis cette époque fut réparti dans les 26e, 66e et 82e régiments d'infanterie de ligne. On eut le projet de réorganiser ce corps en 1811, à Besançon, où un cadre s'était déjà rendu, mais cette mesure resta sans exécution.
Le no 89  devient vacant.
3 - Une troisième source indique :

Le 1er bataillon, resté en France, est versé dans le 84e régiment d'infanterie de ligne. Les 2e et 3e bataillons, de ce corps ont participé à l'expédition de Saint-Domingue. Ces bataillons entrèrent dans la composition de la nouvelle 89e demi-brigade formée aux colonies (2 mai 1803) et mis à la disposition du ministre de la Marine et composée de
- 3e bataillon de la 60e demi-brigade
- 2e bataillon de la 74e demi-brigade[11]
- Un détachement de la 77e demi-brigade.
- 3e bataillon de la 83e demi-brigade

pour former une nouvelle 89e demi-brigade, qui est versée, en septembre 1803, dans la 5e demi-brigade.
 
Le no 89 devient vacant.
4 - Une quatrième source indique :

Le 89e régiment, lors de sa rentrée en France en 1810 a été incorporé dans les 26e, 66e et 82e régiments d'infanterie de ligne.
Le no 89  devient vacant.
Conclusion
Quel que soit l'amalgame de cette unité, les sources sont concordantes pour indiquer, finalement, que le no 89 resta (ou devint vacant, comme le confirme l'ordonnance du 12 mai 1814.

### 90erégiment
Le 90e régiment d'infanterie de ligne n'a pas été formé, le no 90 est resté vacant jusqu'en 1854.

#### Historique
Les 1er et 2e bataillons de la 90e demi-brigade de deuxième formation ayant été incorporés dans le 93e régiment d'infanterie de ligne et le 3e bataillon ayant été incorporé dans le 86e régiment d'infanterie de ligne, le no 90 resta vacant.

### 91erégiment
Le 91e régiment d'infanterie de ligne n'a pas été formé, le no 91 est resté vacant.

#### Historique
La 91e demi-brigade de deuxième formation ayant été incorporée dans le 20e régiment d'infanterie de ligne, le no 91 resta vacant.

### 92erégiment
Le 92e régiment d'infanterie de ligne est formé à 4 bataillons avec les :
- 92e demi-brigade de deuxième formation (2 bataillons)
- 98e demi-brigade de deuxième formation (2 bataillons)

#### Historique
Le 92e régiment d'infanterie de ligne fait les campagnes de l'an XII et de l'an XIII au camp d'Utrecht, celle de l'an XIV au 2e corps de la Grande Armée, celles de 1806 et 1807 aux armées du Frioul et d'Italie, celles de 1808 à 1811 à l'armée d'Italie, celle de 1812 au 4e corps de la Grande Armée, celle de 1813, 1814 et 1815 à la Grande Armée.

### 93erégiment
Le 93e régiment d'infanterie de ligne est formé à 4 bataillons avec les :
- 90e demi-brigade de deuxième formation (2 bataillons)
- 93e demi-brigade de deuxième formation (2 bataillons)

#### Historique
Le 93e régiment d'infanterie de ligne fait les campagnes de l'an XII, de l'an XIII, de l'an XIV et de 1806 à l'île de Ré, celle de 1807 à l'armée d'Italie et au corps d'observation de la Grande Armée, celle de 1808 au corps d'observation de la Grande Armée, à l'armée d'Espagne et au corps d'observation des Pyrénées-Orientales, celles de 1809 et 1810 aux armées d'Espagne et de Catalogne, au 4e corps de l'armée d'Allemagne et au corps d'observation de Hollande, celle de 1811 à l'armée de Catalogne et aux camps d'Utrecht et de Wesel, celles  de 1812 et 1813 au 3e corps de la Grande Armée et au corps d'observation de Minden et celle de 1814 à la Grande Armée et à la garnison de Magdebourg. En 1815 il est au 2e corps de la Grande Armée.

### 94erégiment
Le 94e régiment d'infanterie de ligne est formé à 3 bataillons avec la :
- 94e demi-brigade de deuxième formation (3 bataillons)

#### Historique
Le 94e régiment d'infanterie de ligne fait les campagnes de l'an XII, de l'an XIII à l'armée de Hanovre, celle de l'an XIV, 1806 et 1807 au 1er corps de la Grande Armée, celles de 1808 à 1812 à l'armée d'Espagne, celles de 1813 et 1814 à l'armée d'Espagne et au corps d'observation de Bavière. En 1815 il combat en France.

### 95erégiment
Le 95e régiment d'infanterie de ligne est formé à 3 bataillons avec la :
- 95e demi-brigade de deuxième formation (3 bataillons)

#### Historique
Le 95e régiment d'infanterie de ligne fait les campagnes de l'an XII (1803), de l'an XIII (1804) à l'armée de Hanovre, celle de l'an XIV (1805), 1806 et 1807 au 1er corps de la Grande Armée, celle de 1808 au 1er corps de la Grande Armée, à l'armée d'Espagne et en garnison à Dantzig. Un bataillon de ce régiment fit partie de la garnison de Dantzig de 1808 à 1814 date à laquelle il fut fait prisonnier de guerre.

Le 95e fait les campagnes de 1809 et 1810 aux armées d'Espagne, du Rhin et au 2e corps de l'armée d'Allemagne, celles de 1811 et 1812 à l'armée d'Espagne, celle de 1813 à l'armée d'Espagne, au corps d'observation de Mayence, au 14e corps de la Grande Armée et au corps d'observation de Bavière et celle de 1814 à l'armée des Pyrénées et en garnison à Mayence. En 1815 il est au 1er corps de la Grande Armée.

### 96erégiment
Le 96e régiment d'infanterie de ligne est formé à 3 bataillons avec la :
- 96e demi-brigade de deuxième formation (3 bataillons)

#### Historique
Le 96e régiment d'infanterie de ligne fait les campagnes de l'an XII, de l'an XIII au camp de Montreuil, celles de l'an XIV et de 1806 au 6e corps de la Grande Armée, celles de 1807 et 1808 au 1er corps de la Grande Armée, à l'armée d'Espagne et en garnison à Dantzig. Un bataillon de ce régiment fit partie de la garnison de Dantzig de 1808 à 1814 date à laquelle il fut fait prisonnier de guerre.
Le 96e fait les campagnes de 1809 et 1810 aux armées d'Espagne, du Rhin et au 2e corps de l'armée d'Allemagne, celles de 1811 et 1812 à l'armée d'Espagne, celle de 1813 à l'armée d'Espagne et au 14e corps de la Grande Armée et celle de 1814 à l'armée des Pyrénées et en garnison à Mayence. En 1815 il est au 4e corps de l'armée de la Moselle.   

### 97erégiment
Le 97e régiment d'infanterie de ligne n'a pas été formé, le no 97 est resté vacant.

#### Historique
La 97e demi-brigade de deuxième formation ayant été incorporée dans le 60e régiment d'infanterie de ligne, le no 97 resta vacant.

### 98erégiment
Le 98e régiment d'infanterie de ligne n'a pas été formé, le no 98 est resté vacant.

#### Historique
La 98e demi-brigade de deuxième formation ayant été incorporée dans le 92e régiment d'infanterie de ligne, le no 98 resta vacant.

### 99erégiment
Le 99e régiment d'infanterie de ligne n'a pas été formé, le no 99 est resté vacant.

#### Historique
La 99e demi-brigade de deuxième formation ayant été incorporée dans le 62e régiment d'infanterie de ligne, le no 99 resta vacant.

### 100erégiment
Le 100e régiment d'infanterie de ligne est formé à 3 bataillons avec la :
- 100e demi-brigade de deuxième formation (3 bataillons)

#### Historique
Formé en septembre 1803, le 100e régiment d'infanterie de ligne fait les campagnes de l'an XII, de l'an XIII à l'armée de Hanovre, celle de l'an XIV, 1806, 1807 et 1808 au 5e corps de la Grande Armée, celles de 1809 et 1810 à l'armée d'Espagne et au 2e corps de l'armée d'Allemagne, celles de 1811 et 1812 à l'armée d'Espagne, celle de 1813 à l'armée d'Espagne, au corps d'observation de Mayence et au 14e corps de la Grande Armée et celle de 1814 à l'armée des Pyrénées ou il est fait prisonnier de guerre. En 1815 il est au 2e corps de la Grande Armée.

### 101erégiment
Le 101e régiment d'infanterie de ligne est formé à 3 bataillons avec la :
- 101e demi-brigade de deuxième formation (3 bataillons)

#### Historique
Le 101e régiment d'infanterie de ligne fait les campagnes de l'an XII, de l'an XIII à l'armée d'Italie, celle de l'an XIV à 1810 aux armées d'Italie et de Naples, celle de 1811 aux armées de Naples, d'Espagne et au corps d'observation de réserve, celle de 1812 à l'armée de Portugal, celle de 1813 aux armées de Portugal, d'Espagne et au 12e corps de la Grande Armée et celle de 1814 au 7e corps de la Grande Armée, en garnison à Gênes et à l'armée d'Italie. En 1815 il est en France.
Les 2e et 3e bataillons du 101e régiment seront l'une des composantes qui formera, le 9 décembre 1813 à Mayence, le 104e régiment d'infanterie de ligne.

### 102erégiment
Le 102e régiment d'infanterie de ligne est formé à 3 bataillons avec la :
- 102e demi-brigade de deuxième formation (3 bataillons)

#### Historique
Le 102e régiment d'infanterie de ligne fait la campagne de l'an XII en Piémont, celle de l'an XIII, de l'an XIV, de 1806 et 1807 aux armées d'Italie et de Naples, celles de 1808 et 1809 aux armées de Naples et d'Italie, celle de 1810 en Piémont, celles de 1811 et 1812 à l'armée de Catalogne, celle de 1813 à l'armée de Catalogne et au corps d'observation d'Italie et celle de 1814 aux armées des Pyrénées et d'Italie. En 1815 il est au 6e corps de la Grande Armée et au corps d'armée du Jura.
Le 12 mai 1814, le 29e régiment d'infanterie légère est licencié et distribué conformément à l'article 5 de l'ordonnance du 12 mai 1814 :
- Le 102e régiment d'infanterie de ligne prend le no  83.

### 103erégiment
Le 103e régiment d'infanterie de ligne est formé à 3 bataillons avec la :
- 103e demi-brigade de deuxième formation (3 bataillons)

#### Historique
Formé le 1er vendémiaire an XII (24 septembre 1803), le 103e régiment d'infanterie de ligne fait la campagne de l'an XII à l'armée de Hanovre, celle de l'an XIII à l'armée de Hollande, celle de l'an XIV à 1808 au 5e corps de la Grande Armée, celle de 1809 au 10e corps de l'armée d'Allemagne, celle de 1810, 1811 et 1812 à l'armée d'Espagne, celle de 1813 à l'armée d'Espagne et au 5e corps de la Grande Armée et celle de 1814 à l'armée des Pyrénées
et à la garnison de Mayence ou il est fait prisonnier de guerre. En 1815 il est en France au 5e corps de l'armée du Nord. 

### 104erégiment
La 104e demi-brigade de deuxième formation ayant été incorporée dans le 11e régiment d'infanterie de ligne, le no 104 resta vacant jusqu'en décembre 1813.
Le 9 décembre 1813, le 104e régiment d'infanterie de ligne est créé, à Mayence et formé à 4 bataillons à partir des :
- 3e bataillon du 52e régiment d'infanterie de ligne (1 bataillon)
- 3e bataillon du 67e régiment d'infanterie de ligne (1 bataillon)
- 2e et 3e bataillon du 101e régiment d'infanterie de ligne (2 bataillons)

#### Historique
Après la bataille de Leipzig alors que les troupes alliées repoussent l'armée française sur ses frontières. Le 104e régiment d'infanterie de ligne est créé, dans la forteresse de Mayence avec 4 bataillons de 3 régiments tenant garnison dans la place.
Le 104e participera à la défense de Mayence du 3 janvier au 4 mai 1814. En 1815 il est en France au 5e corps de l'armée du Nord.

### 105erégiment
Le 105e régiment d'infanterie de ligne est formé à 3 bataillons avec les :
- 2e bataillon de la 31e demi-brigade de deuxième formation (1 bataillon)
- 1er et 2e bataillons de la 105e demi-brigade de deuxième formation (2 bataillons)

#### Historique
Le 105e régiment d'infanterie de ligne fait les campagnes de l'an XII et de l'an XIII aux camps de Bayonne et de Brest, celle de l'an XIV au 1er corps de la Grande Armée, celle de 1806 au 7e corps de la Grande Armée, celles de 1807 et 1808 au 4e corps de la Grande Armée et à la garnison de Dantzig. Le bataillon de ce régiment resté à Dantzig de 1808 à 1814 y fut fait prisonnier de guerre.
Le régiment fait les campagnes de 1809 et 1810 à l'armée du Rhin et au 2e corps de l'armée d'Allemagne, celles de 1811 et 1812 au corps d'observation de réserve de l'armée d'Espagne, au corps de réserve de Bayonne et à l'armée de Portugal, celle de 1813 aux armées de Portugal et d'Espagne et celle de 1814 au 7e corps de la Grande Armée, en garnison à Hambourg et à l'armée de réserve du midi. En 1815 il est 1er corps de la Grande Armée.

### 106erégiment
Le 106e régiment d'infanterie de ligne est formé à 3 bataillons avec les :
- 2e bataillon de la 82e demi-brigade de deuxième formation (1 bataillon)
- 1er et 2e bataillons de la 106e demi-brigade de deuxième formation (2 bataillons)

#### Historique
Le 106e régiment d'infanterie de ligne fait les campagnes de l'an XII, de l'an XIII et de l'an XIV à l'armée d'Italie, celles de 1806 et 1807 aux armées d'Italie et du Frioul, celles de 1808 à 1812 à l'armée d'Italie et aux 8e et 4e corps de la Grande Armée, celle de 1813 au corps d'observation de l'Adige et celle de 1814 à l'armée d'Italie. En 1815 il est 9e corps de la Grande Armée.

### 107erégiment
Les 1er et 3e bataillons de la 107e demi-brigade de deuxième formation ayant été incorporée dans le 15e régiment d'infanterie de ligne, et 2e bataillon ayant incorporé le 82e régiment d'infanterie de ligne, le no 107 resta vacant jusqu'en janvier 1814.
Le 1er janvier 1814, le 107e régiment d'infanterie de ligne est créé, à Wesel et formé à 4 bataillons à partir des :
- 3e bataillon du 6e régiment d'infanterie de ligne (1 bataillon)
- 4e bataillon du 10e régiment d'infanterie de ligne (1 bataillon)
- 6e bataillon du 20e régiment d'infanterie de ligne (1 bataillon)
- 4e bataillon du 102e régiment d'infanterie de ligne (1 bataillon)

#### Historique
Le 107e régiment d'infanterie fera la et fait la campagne de 1814 en France, dans le 11e corps de la Grande Armée. 
En 1815 il est en Belgique au 6e corps de l'armée du Nord.

### 108erégiment
Le 108e régiment d'infanterie de ligne est formé à 3 bataillons avec la :
- 108e demi-brigade de deuxième formation (3 bataillons)

#### Historique
Le 108e régiment d'infanterie de ligne fait les campagnes de l'an XII et de l'an XIII au camp de Bruges, celles de l'an XIV et de 1806 au 3e corps de la Grande Armée, celle de 1807 au corps d'observation de l'Escaut, celle de 1808 au 3e corps d'observation de l'armée d'Allemagne, celles de 1809 et 1810 aux
armées du Rhin et d'Allemagne et au 3e corps de réserve, celle de 1811 à l'armée d'Allemagne et au corps d'observation de l'Elbe, celle de 1812 au corps d'observation de l'Elbe et au 1er corps de la Grande Armée, celle de 1813 au 1er corps de la Grande Armée et celle de 1814 en garnison à Hambourg. En 1815 il est au 2e corps de l'armée du Nord.

### 109erégiment
Le 109e régiment d'infanterie de ligne n'a pas été formé, le no 109 est resté vacant.

#### Historique
Les 1er et 2e bataillons de la 109e demi-brigade de deuxième formation ayant été incorporés dans le 21e régiment d'infanterie de ligne, et le 3e bataillon pour l'Inde en l'an X (1802) avant de concourir à la formation du régiment de l'Île-de-France en 1805 (an XIII), le no 109 resta vacant.

### 110erégiment
Le 110e régiment d'infanterie de ligne n'a pas été formé, le no 110 est resté vacant.

#### Historique
Le 1er bataillon de la 110e demi-brigade de deuxième formation ayant été incorporé dans le 55e régiment d'infanterie de ligne, et les 2e et 3e bataillons ayant été incorporés dans le 86e régiment d'infanterie de ligne, le no 110 resta vacant.

### 111erégiment
Le 111e régiment d'infanterie de ligne est formé à 3 bataillons avec les :
- 1er et 2e bataillons de la 111e demi-brigade de deuxième formation (2 bataillons)
- 3e bataillon de la 112e demi-brigade de deuxième formation (1 bataillon)

#### Historique
Le 111e régiment d'infanterie de ligne fait les campagnes de l'an XII, de l'an XIII au camp de Bruges, celle de l'an XIV au 5e corps de la Grande Armée, celle de 1806 aux 3e et 2e corps de la Grande Armée et à l'armée de réserve, celles de 1807 et 1808 au 2e corps de la Grande Armée et en garnison à Dantzig. Le bataillon de ce corps est resté à Dantzig de 1808 à 1814.
Le 111e fait les campagnes de 1809 et 1810 à l'armée du Rhin et au 3e corps de l'armée d'Allemagne, celles de 1811, 1812 et 1813 au corps d'observation de l'Elbe et au 1er corps de la Grande Armée et celle de 1814 en garnison à Hambourg. En 1815 il est au  4e corps de l'armée de la Moselle et au 4e corps de l'armée du Nord . 

### 112erégiment
Le 112e régiment d'infanterie de ligne est formé à 3 bataillons avec les :
- 1er, 2e et 4e bataillons de la 112e demi-brigade de deuxième formation (3 bataillons)

#### Historique
Le 112e régiment d'infanterie de ligne est créé à Bruxelles, le 24 septembre 1803 à partir des 1er, 2e et 4e bataillons de la 112e demi-brigade de deuxième formation qui avait été créée le 6 avril 1803, par le colonel Jean-Baptiste L'Olivier, avec des conscrits et volontaires Flamands, Wallons et Bruxellois.

Le 3e bataillon est, quant à lui, incorporé dans le 111e régiment d'infanterie de ligne
Le 112e régiment d'infanterie de ligne fait la campagne de 1807 à l'armée de réserve d'Italie, celles de 1808 et 1809 aux armées d'Espagne et d'Italie, celles de 1810 et 1811 aux armées d'Italie et de Catalogne, celle de 1812 aux armées d'Espagne et d'Italie, celle de 1813 au 11e corps de la Grande Armée et celle 1814 aux armées de Lyon et d'Italie.

### 113erégiment
Le 113e régiment d'infanterie de ligne est formé le 29 mai 1808, à 4 bataillons, avec les :
- Troupes à pied du grand-duché de Toscane également appelé régiment Toscan

#### Historique
Le 113e régiment d'infanterie de ligne fait les campagnes de 1808 à 1811 à l'armée d'Espagne, celle de 1812 au 11e corps de la Grande Armée et à l'armée d'Espagne, celle de 1813 à l'armée d'Espagne.
Les 3e et 4e bataillons font la campagne de 1812 en Russie dans le 11e corps et 34e division de la Grande Armée et la campagne de 1813 dans la garnison de Dantzig.
Les 1er et 2e bataillons font la campagne de 1813 au corps d'observation de Mayence et au corps d'observation de Bavière et celle de 1814 ils sont en garnison à Wurtzbourg. le 113e est présent à la bataille de Montmirail durant la campagne de France.
Le 7 février 1814, le régiment est incorporé dans les 4e, 14e et 72e régiments d'infanterie de ligne.

Le 12 mai 1814, le 113e régiment d'infanterie de ligne est licencié, et conformément à l'article 5 de l'ordonnance du 12 mai 1814 :
- Le 1er bataillon est amalgamé dans le 66e régiment d’infanterie de ligne
- Le 2e bataillon est amalgamé dans le régiment de Monsieur
- Les 3e, 4e et 5e bataillons sont amalgamés  dans le 14e régiment d'infanterie de ligne.

### 114erégiment
Le 114e régiment d'infanterie de ligne est formé, au camp de Miranda de Ebro en Espagne, le 30 août 1808 avec les :
- 1er régiment provisoire de l'armée d'Espagne[17]
- 2e régiment provisoire de l'armée d'Espagne[17]

#### Historique
Le 114e régiment d'infanterie de ligne, créé par décret du 7 juillet 1808, fait les campagnes de 1808, 1809 et 1810 au 3e corps de l'armée d'Espagne, celles de 1811, 1812 et 1813 aux armées d'Espagne, d'Aragon et au camp de Bayonne et celle de 1814 aux armées des Pyrénées et de réserve du Midi.
Le 12 mai 1814, le 114e régiment d'infanterie de ligne est licencié, et conformément à l'article 5 de l'ordonnance du 12 mai 1814 :
- Le 1er bataillon est amalgamé dans le régiment d'Angoulême
- Le 2e bataillon est amalgamé dans le régiment Colonel-Général
- Les 3e et 6e bataillons sont amalgamés  dans le 56e régiment d'infanterie de ligne
- Le 4e bataillon est amalgamé dans le 11e régiment d'infanterie de ligne
- Le 5e bataillon est amalgamé dans le 41e régiment d'infanterie de ligne

### 115erégiment
Le 115e régiment d'infanterie de ligne est formé, au camp d'Arminon en Espagne, le 16 août 1808 avec les :
- 3e régiment provisoire de l'armée d'Espagne[17]
- 4e régiment provisoire de l'armée d'Espagne[17]

#### Historique
Le 115e régiment d'infanterie de ligne, créé par décret du 7 juillet 1808, fait les campagnes de 1808, 1809 et 1810 au 3e corps de l'armée d'Espagne, celle de 1811 au 3e corps de l'armée d'Espagne, à l'armée d'Aragon et au camp de Bayonne, celle de 1812 aux armées de Catalogne, d'Espagne, au camp de Bayonne et au corps d'observation de l'Ebre, celle de 1813 à l'armée de Catalogne, au corps de réserve de Bayonne et à l'armée d'Espagne et celle de 1814 aux armées des Pyrénées et de Lyon.
Le 12 mai 1814, le 115e régiment d'infanterie de ligne est licencié, et conformément à l'article 5 de l'ordonnance du 12 mai 1814 :
- Les 1er et 2e bataillons sont amalgamés dans le 79e régiment d'infanterie de ligne
- Les 3e, 4e et 5e bataillons sont amalgamés  dans le 80e régiment d'infanterie de ligne
- Le 6e bataillon est amalgamé dans le 49e régiment d'infanterie de ligne

### 116erégiment
Le 116e régiment d'infanterie de ligne est formé le 23 août 1808 avec les :
- 5e régiment provisoire de l'armée d'Espagne[17]
- 6e régiment provisoire de l'armée d'Espagne[17]

#### Historique
Le 116e régiment d'infanterie de ligne, créé par décret du 7 juillet 1808, fait les campagnes de 1808, 1809 et 1810 au 3e corps de l'armée d'Espagne, celles de 1811 aux armées d'Espagne, d'Aragon et au camp de Bayonne, celle de 1812 aux armées d'Aragon, de Catalogne d'Espagne et sur les frontières des Pyrénées, celle de 1813 aux armées de Catalogne et d'Aragon et celle de 1814 aux armées de Lyon, des Pyrénées et de réserve du Midi.
Le 12 mai 1814, le 116e régiment d'infanterie de ligne est licencié, et conformément à l'article 5 de l'ordonnance du 12 mai 1814 :
- Le 1er bataillon est amalgamé dans le 72e régiment d'infanterie de ligne
- Le 2e bataillon est amalgamé dans le 76e régiment d'infanterie de ligne
- Le 3e bataillon est amalgamé dans le 77e régiment d'infanterie de ligne
- Le 4e bataillon est amalgamé dans le 82e régiment d'infanterie de ligne
- Le 5e bataillon est amalgamé dans le 13e régiment d'infanterie de ligne
- Le 6e bataillon est amalgamé dans le 37e régiment d'infanterie de ligne

### 117erégiment
Le 117e régiment d'infanterie de ligne est formé, à Haro en Espagne, le 21 août 1808 avec les :
- 9e régiment provisoire de l'armée d'Espagne[17]
- 10e régiment provisoire de l'armée d'Espagne[17]

#### Historique
Le 117e régiment d'infanterie de ligne, créé par décret du 7 juillet 1808, fait les campagnes de 1808, 1809 et 1810 au 3e corps de l'armée d'Espagne, celles de 1811 et 1812 aux armées d'Espagne, d'Aragon et au camp de Bayonne, celle de 1813 à l'armée d'Espagne et celle de 1814 aux armées des Pyrénées et de réserve du Midi.
Le 12 mai 1814, le 117e régiment d'infanterie de ligne est licencié, et conformément à l'article 5 de l'ordonnance du 12 mai 1814 :
- Les 1er, 2e, 3e et 6e bataillons sont amalgamé, à La Rochelle, dans le 71e régiment d'infanterie de ligne
- Le 4e bataillon est amalgamé, à Montlouis, dans le 70e régiment d'infanterie de ligne
- Les 5e et 7e bataillons sont amalgamés, à Toulouse, dans le 69e régiment d'infanterie de ligne

### 118erégiment
Le 118e régiment d'infanterie de ligne est formé avec les :
- 11e régiment provisoire de l'armée d'Espagne[17]
- 3 bataillons du dépôt général du camp de Bayonne

#### Historique
Le 118e régiment d'infanterie de ligne, créé par décret du 7 juillet 1808, fait les campagnes de 1808, 1809 et 1810 au 2e corps de l'armée d'Espagne, celle de 1811 à l'armée d'Espagne et au camp de Bayonne, celles de 1812 et 1813 aux armées d'Espagne, de Portugal et au corps de réserve de Bayonne, celle de 1814 à l'armée des Pyrénées et au 7e corps de la Grande Armée.
Le 12 mai 1814, le 118e régiment d'infanterie de ligne est licencié, et conformément à l'article 5 de l'ordonnance du 12 mai 1814 :
- Hypothèse no 1[18],[19] :
  - Les 1er, 2e et 3e bataillons sont amalgamé dans le 81e régiment d'infanterie de ligne
  - Le 4e bataillon est amalgamé  dans le régiment Colonel-Général
  - Le 5e bataillon est amalgamé, dans le 83e régiment d'infanterie de ligne
  - Le 6e bataillon est amalgamé, dans le 41e régiment d'infanterie de ligne
- Hypothèse no 2[13],[20] :
  - Une première partie du régiment est amalgamé dans le 10e régiment d'infanterie de ligne[21]
  - Une deuxième partie du régiment est amalgamé dans le 41e régiment d'infanterie de ligne[22]
  - Une troisième partie du régiment est amalgamé dans le 86e régiment d'infanterie de ligne[23]
  - Une quatrième partie du régiment est amalgamé dans le 89e régiment d'infanterie de ligne[24]

### 119erégiment
Le 119e régiment d'infanterie de ligne est formé, le 8 novembre 1808 à Pradanos de Bureba, en Espagne, avec les :
- 13e régiment provisoire de l'armée d'Espagne[17]
- 14e régiment provisoire de l'armée d'Espagne[17]

#### Historique
Le 119e régiment d'infanterie de ligne, créé par décret du 7 juillet 1808, fait les campagnes de 1808, 1809 et 1810 au 2e corps de l'armée d'Espagne, celle de 1811 à l'armée d'Espagne et au camp de Bayonne, celles de 1812 aux armées de Portugal, d'Espagne et au corps de réserve de Bayonne, celle de 1813 au corps de réserve de Bayonne et celle de 1814 à l'armée des Pyrénées.
Le 12 mai 1814, le 119e régiment d'infanterie de ligne est licencié, et conformément à l'article 5 de l'ordonnance du 12 mai 1814 :
- Les 1er et 4e bataillons sont amalgamés, le 13 août 1814, dans le 74e régiment d'infanterie de ligne
- Les 2e et 3e bataillons sont amalgamés, le 22 septembre 1814, dans le 78e régiment d'infanterie de ligne
- Le 5ebataillon (bataillon de dépôt) est amalgamé, le 29 octobre 1814, dans le 63e régiment d'infanterie de ligne

### 120erégiment
Le 120e régiment d'infanterie de ligne est formé avec les :
- 17e régiment provisoire de l'armée d'Espagne[17]
- 18e régiment provisoire de l'armée d'Espagne[17]

#### Historique
Le 120e régiment d'infanterie de ligne, créé par décret du 7 juillet 1808, fait les campagnes de 1808, 1809 et 1810 au 2e corps de l'armée d'Espagne, celle de 1811 à l'armée d'Espagne et au camp de Bayonne, celles de 1812 aux armées d'Espagne, de Portugal et au camp de Bayonne, celle de 1813 aux armées de Portugal, d'Espagne et au corps de réserve de Bayonne et celle de 1814 à l'armée des Pyrénées et au corps de Réserve du Midi.
Le 12 mai 1814, le 120e régiment d'infanterie de ligne est licencié, et conformément à l'article 5 de l'ordonnance du 12 mai 1814 :
- Les 1er et 2e bataillons sont amalgamés, le 21 août 1814, dans le 84e régiment d'infanterie de ligne
- Les 3e, 5e et 6e bataillons sont amalgamés, le 21 juillet 1814, dans le 62e régiment d'infanterie de ligne
- Le 4ebataillon (bataillon de dépôt) est amalgamé, le 31 juillet 1814, dans le 87e régiment d'infanterie de ligne

### 121erégiment
Le 121e régiment d'infanterie de ligne est formé, à Tudela en Espagne, le 18 avril 1809 avec les :
- 4e bataillon de la 1re légion de réserve
- 1er, 2e, 3e et 4e bataillons de la 2e légion de réserve

#### Historique
Le 121e régiment d'infanterie de ligne, créé par décret du 1er janvier 1809, fait les campagnes de 1809 et 1810 à l'armée d'Espagne, celle de 1811 aux armées d'Espagne et d'Aragon celle de 1812 aux armées d'Aragon, d'Espagne et au camp de Bayonne, celle de 1813 à l'armée d'Aragon, au corps de réserve de Bayonne, au 6e corps de la Grande Armée et au corps d'observation de Bavière et celle de 1814 au 6e corps de la Grande Armée, à l'armée des Pyrénées et au corps de Réserve du Midi.
Le 12 mai 1814, le 121e régiment d'infanterie de ligne est licencié, et conformément à l'article 5 de l'ordonnance du 12 mai 1814 :
- Le 1er bataillon est amalgamés dans le 11e régiment d'infanterie de ligne
- Le 2e bataillon est amalgamés dans le 13e régiment d'infanterie de ligne
- Les 3e, 4e, 5e et 6e bataillons (bataillon de dépôt) sont amalgamés, dans le 27e régiment d'infanterie de ligne

### 122erégiment
Le 122e régiment d'infanterie de ligne est formé, à Versailles, avec les :
- 3e et 4e bataillons de la 3e légion de réserve
- 4e bataillon de la 4e légion de réserve
- 4e bataillon de la 5e légion de réserve

#### Historique
Le 122e régiment d'infanterie de ligne, créé par décret du 1er janvier 1809, fait les campagnes de 1809 et 1810 à l'armée d'Espagne et au camp de Bayonne, celles de 1811 et 1812 aux armées d'Espagne, de Portugal et au corps de réserve de Bayonne, celle de 1813 aux armées de Portugal, d'Espagne, au corps de réserve de Bayonne et au corps d'observation de Bavière et celle de 1814 à la Grande Armée.
Le 12 mai 1814, le 122e régiment d'infanterie de ligne est licencié, et conformément à l'article 5 de l'ordonnance du 12 mai 1814 :
- Hypothèse no 1[25],[19] :
  - Le 2e bataillon est amalgamé dans le 64e régiment d'infanterie de ligne
  - Les 3e et 5e bataillons sont amalgamés dans le 66e régiment d'infanterie de ligne
- Hypothèse no 2[13],[20] : 
  - Une première partie du régiment est amalgamé dans le 8e régiment d'infanterie de ligne.
  - Une deuxième partie du régiment est amalgamé dans le 64e régiment d'infanterie de ligne[26]
  - Une troisième partie du régiment est amalgamé dans le 66e régiment d'infanterie de ligne[27]

Personnalités
- Nicolas Gruardet

### 123erégiment
Le 123e régiment d'infanterie de ligne est formé en septembre 1810, avec les :
- 2e régiment d'infanterie de ligne hollandais (2 bataillons)
- 2e bataillon du 6e régiment d'infanterie de ligne hollandais (1 bataillon)
- Débris des 1er, 2e et 3e bataillons du 125e régiment d'infanterie de ligne début 1813
- Dépôt du 126e régiment d'infanterie de ligne, le 9 mars 1813.

#### Historique
Le 123e régiment d'infanterie de ligne, créé par décret du 18 août 1810, après l'annexion du Royaume de Hollande, et fait les campagnes de 1810 aux armées de Hollande et d'Espagne, celle de 1811 à l'armée d'Espagne et au camp de Boulogne, celle de 1812 au corps d'observation de l'Elbe et  au 2e corps de la Grande Armée pour la campagne de Russie ou il participe à la première bataille de Polotsk puis il est presque anéanti au passage de la Bérézina. Le 123e est reconstitué à Mayence, avec les débris des 1er, 2e et 3e bataillons du 125e régiment d'infanterie de ligne et  l'apport du Dépôt du 126e régiment d'infanterie de ligne, il fait la campagne de 1813 à la Grande Armée et au corps d'observation de Mayence et celle de 1814 aux armées de Hollande et d'Allemagne ou il est fait prisonnier de guerre.
Le 12 mai 1814, le 123e régiment d'infanterie de ligne est licencié, et conformément à l'article 5 de l'ordonnance du 12 mai 1814 :
- Le 1er bataillon est amalgamés, le 7 juillet 1814, dans le 17e régiment d'infanterie de ligne
- Les 4e et 5e bataillons sont amalgamés, le 6 juillet 1814, dans le 28e régiment d'infanterie de ligne

### 124erégiment
Le 124e régiment d'infanterie de ligne est formé le 17 septembre 1810, avec les :
- 3e régiment d'infanterie de ligne hollandais
- 1er bataillon du 7e régiment d'infanterie de ligne hollandais

#### Historique
Le 124e régiment d'infanterie de ligne, créé par décret du 18 août 1810, après l'annexion du Royaume de Hollande, et fait les campagnes de 1810 et 1811 aux armées de Hollande et au camp d'Utrecht celle de 1812 au corps d'observation de l'Elbe et au 2e corps de la Grande Armée pour la campagne de Russie, ou il participe à la première bataille de Polotsk puis celle de la Moskova et est presque anéanti au passage de la Bérézina. Reconstitué à Mayence, il fait la campagne de 1813 au corps d'observation de Mayence et celle de 1814 aux armées de Hollande et d'Allemagne ou il est fait prisonnier de guerre.
Le 12 mai 1814, le 124e régiment d'infanterie de ligne est licencié, et conformément à l'article 5 de l'ordonnance du 12 mai 1814 :
- Le l'ensemble du régiment est amalgamé, le 7 juillet 1814, dans le 25e régiment d'infanterie de ligne[28]

### 125erégiment
Le 125e régiment d'infanterie de ligne est formé le 22 septembre 1810, avec les :
- 4e régiment d'infanterie de ligne hollandais
- 2e bataillon du 7e régiment d'infanterie de ligne hollandais

#### Historique
Le 125e régiment d'infanterie de ligne, créé par décret du 18 août 1810, après l'annexion du Royaume de Hollande, et fait la campagne de 1810 à l'armée de Hollande, celle de 1811 au camp de Suid-Laurem, celle de 1812 au 3e corps de la Grande Armée pour la campagne de Russie où il est anéanti après avoir participé aux batailles de Smoliani, Borisov et au passage de la Bérézina.
Le régiment est dissous le 6 janvier 1813 et les éléments restants sont versés dans :
- Les débris des 1er, 2e et 3e bataillons sont versés, dans le 123e régiment d'infanterie de ligne
- Les 4e et 5e bataillons sont versés, dans le 134e régiment d'infanterie de ligne

### 126erégiment
Le 126e régiment d'infanterie de ligne est formé à Haarlem en Hollande le 6 octobre 1810, avec les :
- 5e régiment d'infanterie de ligne hollandais
- 1er bataillon du 8e régiment d'infanterie de ligne hollandais

#### Historique
Le 126e régiment d'infanterie de ligne, créé par décret du 18 août 1810, après l'annexion du Royaume de Hollande, et fait la campagne de 1810 à l'armée de Hollande, celle de 1811 au camp de Boulogne, celle de 1812 au camp de Boulogne au 9e corps de la Grande Armée pour la campagne de Russie et est fait en très grande partie prisonnier ou détruite à la bataille de Borisov.
 
Le régiment est dissous le 6 janvier 1813 et les éléments survivants sont versés, le 9 mars 1813 dans :
- Les débris des 1er, 2e et 3e bataillons sont versés, dans le 123e régiment d'infanterie de ligne
- Les 4e et 5e bataillons sont versés, dans le 134e régiment d'infanterie de ligne

### 127erégiment
Le 127e régiment d'infanterie de ligne est formé le 3 février 1811, avec les :
- Éléments de la Légion Hanovrienne
- La garde de la ville de Hambourg[31]
- La garde de la ville de Lübeck

#### Historique
Le 127e régiment d'infanterie de ligne, créé par décret du 3 février 1811, après l'annexion de l'électorat de Hanovre, et fait la campagne de 1811 en garnison à Hambourg et Lunebourg, celle de 1812 au 1er corps de la Grande Armée pour la campagne de Russie et après avoir participé aux batailles de la Moskova, de Malojaroslawetz et au passage de la Bérézina elle est pratiquement anéantie.
En 1813, le régiment est réorganisé à Mayence, avec l'apport, le 13 août, d'une partie des débris du 129e régiment, et fait ensuite la campagne de 1813 au 1er corps de la Grande Armée et au corps d'observation de Mayence et celle de 1814 aux armées de Hollande et d'Allemagne.
Le 12 mai 1814, le 127e régiment d'infanterie de ligne est licencié, et conformément à l'article 5 de l'ordonnance du 12 mai 1814 :
- Le 1er bataillon est amalgamé dans le 19e régiment d'infanterie de ligne
- Le 3e bataillon est amalgamé dans le 86e régiment d'infanterie de ligne
- Les 4e et 5e bataillons sont amalgamés, dans le 89e régiment d'infanterie de ligne

### 128erégiment
Le 128e régiment d'infanterie de ligne est formé le 1er mars 1811 à Brême, avec les :
- Éléments de la Légion Hanovrienne
- La garde de la ville de Brême
- De conscrits du département des Bouches-du-Weser,
- De conscrits du département des Bouches-de-l'Elbe
- De conscrits du département de l'Ems-Supérieur
- D'éléments divers de l'armée westphalienne.

#### Historique
Le 128e régiment d'infanterie de ligne, créé par décret du 3 février 1811, après l'annexion de l'électorat de Hanovre, et fait la campagne de 1812 au corps d'observation de l'Elbe et au 2e corps de la Grande Armée pour la campagne de Russie et après avoir participé à la première bataille de Polotsk il est pratiquement anéanti au passage de la Bérézina.
En 1813, le régiment est réorganisé à Mayence, avec l'apport, le 13 août, d'une partie des débris du 129e régiment, et fait ensuite la campagne de 1813 au 2e corps de la Grande Armée et au corps d'observation de Mayence et celle de 1814 à l'd'Allemagne et est fait prisonnier de guerre à Mayence.
Le 12 mai 1814, le 127e régiment d'infanterie de ligne est licencié, et conformément à l'article 5 de l'ordonnance du 12 mai 1814 :
- Les 1er, 4e et 5e bataillons sont amalgamés, dans le 53e régiment d'infanterie de ligne
- Les 2e et 3e bataillons sont amalgamés, dans le 38e régiment d'infanterie de ligne

### 129erégiment
Le 129e régiment d'infanterie de ligne est formé le 1er mars 1811 à Brême, avec les :
- Éléments de la Légion Hanovrienne
- Détachement du régiment de la garde royale du duché d'Oldenbourg
- Détachement des chasseurs de la garde royale du duché d'Oldenbourg
- Détachement du 2e régiment d'infanterie de ligne westphalien
- Détachement du 3e régiment d'infanterie de ligne westphalien
- Détachement du 4e régiment d'infanterie de ligne westphalien
- Détachement du 5e régiment d'infanterie de ligne westphalien
- Détachement du 6e régiment d'infanterie de ligne westphalien
- Détachement du 1er régiment d'infanterie légère westphalien
- Un certain nombre de gradés et de conscrits français viennent compléter les effectifs.

#### Historique
Le 129e régiment d'infanterie de ligne, créé par décret du 3 février 1811, après l'annexion de l'électorat de Hanovre, et fait la campagne de 1812 au 3e corps de la Grande Armée pour la campagne de Russie, après avoir participé aux batailles de Krasnoï et de la Bérézina, et celle de 1813 à la Grande Armée et au corps d'observation de Mayence avant d'être amalgamé, le 17 mai 1813, pour compléter les effectifs des 127e et 128e régiments d'infanterie de ligne durement éprouvés par la campagne de Russie.

### 130erégiment
Le 130e régiment d'infanterie de ligne est formé le 1er mai 1811, avec les :
- 1er bataillon auxiliaire de l'armée du Nord[32], formé à Versailles le 1er janvier 1810
- 3e bataillon auxiliaire de l'armée du Nord[32], formé à Versailles le 1er janvier 1810
- 6e bataillon auxiliaire de l'armée du Nord[32], formé à Versailles le 1er janvier 1810
- 2e bataillon expéditionnaire de La Rochelle[33]

#### Historique
Le 130e régiment d'infanterie de ligne, créé par décret du 9 mars 1811, fait les campagnes de 1811 et de 1812 aux armées d'Espagne et de Portugal, celle de 1813 à l'armée d'Espagne et au corps de Réserve de Bayonne et celle de 1814 aux armées du Midi et des Pyrénées et au 7e corps de la Grande Armée.
Le 9 août 1814, le 130e régiment d'infanterie de ligne est licencié, et conformément à l'article 5 de l'ordonnance du 12 mai 1814 :
- Hypothèse no 1[25] :
  - Les 1er et 4e bataillons sont amalgamés, dans le 46e régiment d'infanterie de ligne
  - Les 2e et 3e bataillons sont amalgamés, dans le 67e régiment d'infanterie de ligne
  - Les 5e et 6e bataillons sont amalgamés, dans le 60e régiment d'infanterie de ligne
- Hypothèse no 2[13] : 
  - Les 1er et 4e bataillons sont amalgamés, dans le 43e régiment d'infanterie de ligne
  - Les 2e et 3e bataillons sont amalgamés, dans le 67e régiment d'infanterie de ligne
  - Les 5e et 6e bataillons sont amalgamés, dans le 60e régiment d'infanterie de ligne

### 131erégiment
Le 131e régiment d'infanterie de ligne est formé le 1er janvier 1812, avec le :
- Régiment de Walcheren formé de conscrits réfractaires[34]

#### Historique
Le 131e régiment d'infanterie de ligne, créé par décret du 24 janvier 1811, fait la campagne de 1812 au 11e corps de la Grande Armée ou durant la campagne de Russie il est engagé dans la bataille de la Bérézina. Il fait la campagne de 1813 au 7e corps de la Grande Armée et est engagé dans les batailles de Lützen, de Bautzen, de Gross-Beeren, de Dennewitz, de Leipzig et de Hanau. En 1814, il est à la Grande Armée et combat au passage du Mincio, à l'exception du 2e bataillon qui est versé dans la 31e demi-brigade provisoire dans l'armée d'Italie.
Le 9 août 1814, le 131e régiment d'infanterie de ligne est licencié, et conformément à l'article 5 de l'ordonnance du 12 mai 1814 :
- Les 1er et 5e bataillons sont amalgamés, dans le 75e régiment d'infanterie de ligne
- Le 3e bataillon est amalgamé, dans le 22e régiment d'infanterie de ligne
- Le 4e bataillon est amalgamé, dans le 33e régiment d'infanterie de ligne
- Les 6e et 7e bataillons sont amalgamés, dans le 17e régiment d'infanterie de ligne

### 132erégiment
Le 132e régiment d'infanterie de ligne est formé, le 20 septembre 1812 avec le :
- Régiment de l'Île-de-Ré formé de conscrits réfractaires[35]

#### Historique
Le 132e régiment d'infanterie de ligne, créé par décret du 24 janvier 1811, fait la campagne de 1812 au 11e corps de la Grande Armée, celle de 1813 au 7e corps de la Grande Armée et est engagé dans les batailles de Bautzen, de Gross-Beeren, de Dennewitz, de Leipzig, de Hanau et de Caldiero et tient garnison aux Îles d'Aix et de Ré. En 1814, il est à la Grande Armée et combat au passage du Mincio, et durant la campagne de France, aux batailles de Saint-Dizier, La Rothière, de Champaubert, de Vauchamps, de Laon, de Fère-Champenoise et de Paris. Le 2e bataillon est versé dans la 31e demi-brigade provisoire dans l'armée d'Italie.
Le 9 août 1814, le 131e régiment d'infanterie de ligne est licencié, et conformément à l'article 5 de l'ordonnance du 12 mai 1814 :
- Les 1er, 3e, 4e, 5e, 6e et 7e bataillons sont amalgamés, dans le 26e régiment d'infanterie de ligne
- Le 2e bataillon est amalgamé, dans le 48e régiment d'infanterie de ligne

### 133erégiment
Le 133e régiment d'infanterie de ligne est formé à Toulon, le 4 mai 1811 avec le :
- 2e régiment de la Méditerranée formé de conscrits réfractaires des départements italiens de l'Empire[36]

#### Historique
Le 133e régiment d'infanterie de ligne, créé par décret du 11 mars 1811, fait la campagne de 1812 au 11e corps de la Grande Armée, celle de 1813 au 7e corps de la Grande Armée et est engagé dans les batailles de Bautzen, de Gross-Beeren, de Dennewitz, de Leipzig et de Hanau et en garnison à Modlin ou le 1er bataillon est fait prisonnier de guerre. En 1814, il est à la Grande Armée à l'armée d'Italie. Une partie du régiment sera faite prisonnière de guerre et l'autre tiendra garnison à Mayence et Landau.
Le 11 août 1814, le 131e régiment d'infanterie de ligne est licencié, et conformément à l'article 5 de l'ordonnance du 12 mai 1814 :
- Hypothèse no 1[25],[19] :
  - Le 2e bataillon est amalgamé, dans le 48e régiment d'infanterie de ligne
  - Les 3e, 4e et 5e bataillons sont amalgamés, dans le 37e régiment d'infanterie de ligne
- Hypothèse no 2[13],[20] : 
  - Une partie du régiment est amalgamé, dans le 39e régiment d'infanterie de ligne
  - Une autre partie du régiment est amalgamé, dans le 52e régiment d'infanterie de ligne

### 134erégiment
Le 134e régiment d'infanterie de ligne est formé à Paris avec les :
- Régiment d'infanterie de la Garde de Paris[37]
- 4e et 5e bataillons du 125e régiment d'infanterie de ligne

#### Historique
Le 134e régiment d'infanterie de ligne est créé après le licenciement des 1er et 2e régiments d'infanterie de la garde de Paris, après la tentative de coup d'état du général Malet, et renforcé des 4e et 5e bataillons du 125e régiment d'infanterie de ligne. Le régiment fait la campagne de 1813 à l'armée d'Allemagne et dans le 5e corps de la Grande Armée avec lequel il combat aux batailles de Lützen et Bautzen avant de défendre Magdebourg assiégée par les Alliés et qui capitulera en 1814.
Le 19 juillet 1814, le 134e régiment d'infanterie de ligne est licencié, et conformément à l'article 5 de l'ordonnance du 12 mai 1814 :
- Les 1er, 2e, 3e, 5e et 6e bataillons sont amalgamés, dans le 33e régiment d'infanterie de ligne.

### 135erégiment
Le 135e régiment d'infanterie de ligne est formé à Paris, le 14 janvier 1813 avec les :
- 1re cohorte du premier ban de la garde nationale formée dans le département de la Seine[1]
- 8e cohorte du premier ban de la garde nationale formée dans le département de la Meuse
- 9e cohorte du premier ban de la garde nationale formée dans le département des Forêts
- 11e cohorte du premier ban de la garde nationale formée dans le département des Vosges

#### Historique
Le 135e régiment d'infanterie de ligne, créé par décret du 12 janvier 1813, fait la campagne de 1813 dans le 5e corps de la Grande Armée et combat à Lützen, Leipzig, Goldberg et Hanau et celle de 1814 dans les 2e et 6e corps de la Grande Armée ou il participe, durant la campagne de France aux batailles de Mormant, Montereau et Bar-sur-Aube.
Le 12 mai 1814, le 135e régiment d'infanterie de ligne est licencié, et conformément à l'article 5 de l'ordonnance du 12 mai 1814 :
- Les 1er et 2e bataillons sont amalgamés, dans le 54e régiment d'infanterie de ligne.
- Le 3e bataillon est amalgamé, dans le régiment du Roi.

### 136erégiment
Le 136e régiment d'infanterie de ligne est formé à Paris, le 26 janvier 1813 avec les :
- 12e cohorte du premier ban de la garde nationale formée dans le département du Bas-Rhin[1]
- 13e cohorte du premier ban de la garde nationale formée dans le département du Haut-Rhin
- 14e cohorte du premier ban de la garde nationale formée dans le département de l'Ain
- 67e cohorte du premier ban de la garde nationale formée dans le département de la Mayenne

#### Historique
Le 136e régiment d'infanterie de ligne, créé par décret du 12 janvier 1813, fait la campagne de 1813 dans le 3e corps de la Grande Armée et combat à Lützen, Bautzen et Leipzig et celle de 1814 dans le 6e corps de la Grande Armée ou il participe, durant la campagne de France, aux batailles de Montmirail, de Vauchamps, de Meaux et de Paris.
Le 1er juillet 1814, le 136e régiment d'infanterie de ligne est licencié, et conformément à l'article 5 de l'ordonnance du 12 mai 1814 :
- Les 1er et 2e bataillons sont amalgamés, dans le 55e régiment d'infanterie de ligne.
- Les 3e, 4e et 5e bataillons sont amalgamés, dans le 12e régiment d'infanterie de ligne.

### 137erégiment
Le 137e régiment d'infanterie de ligne est formé avec les :
- 2e cohorte du premier ban de la garde nationale formée dans le département de l'Aisne[1]
- 84e cohorte du premier ban de la garde nationale formée dans le département du Taro
- 85e cohorte du premier ban de la garde nationale formée dans les départements de Gênes et de Montenotte
- 86e cohorte du premier ban de la garde nationale formée dans les départements de l'Arno, de la Méditerranée et de l'Ombrone

#### Historique
Le 137e régiment d'infanterie de ligne, créé, à Vérone en Italie, par décret du 12 janvier 1813, fait la campagne de 1813 au 4e corps de la Grande Armée et combat à Lützen, Bautzen, Würschen, Dennewitz, Leipzig et Hanau durant la campagne d'Allemagne et celle de 1814 dans les garnisons de Mayence et de Gènes. 

Le 1er juillet 1814, le 137e régiment d'infanterie de ligne est licencié, et conformément à l'article 5 de l'ordonnance du 12 mai 1814 :
- Le 1er bataillon est amalgamé à Verdun dans le 32e régiment d'infanterie de ligne.
- Le 2e bataillon est amalgamé dans le régiment de Monsieur.
- Le 3e bataillon est amalgamé dans le 85e régiment d'infanterie de ligne.
- Les 4e et 5e bataillons sont amalgamés, dans le 24e régiment d'infanterie de ligne.

### 138erégiment
Le 138e régiment d'infanterie de ligne est formé à Paris le 1er février 1813 avec les :
- 44e cohorte du premier ban de la garde nationale formée dans le département de la Seine-Inférieure[1],[42]
- 45e cohorte du premier ban de la garde nationale formée dans le département de l'Eure
- 46e cohorte du premier ban de la garde nationale formée dans le département de la Somme
- 64e cohorte du premier ban de la garde nationale formée dans le département de la Haute-Vienne

#### Historique
Les 4 premiers bataillons du 138e régiment d'infanterie de ligne, créé par décret du 12 janvier 1813, sont formés à Paris, le 1er février 1813, tandis que le 5e, le bataillon de dépôt, est formé à Cherbourg le 1er avril suivant.
Le 138e fait les campagnes de 1813 et de 1814 aux 3e et 6e corps de la Grande Armée et combat à Lützen, Bautzen, Dessau, Leipzig et Hanau durant la campagne d'Allemagne et à La Rothière, Champaubert, Montmirail, Vauchamps et Paris durant la campagne de France.
Le 1er juillet 1814, le 138e régiment d'infanterie de ligne est licencié à Tours, et conformément à l'article 5 de l'ordonnance du 12 mai 1814 :
- Les 1er, 2e et 5e bataillons sont amalgamés, dans le 27e régiment d'infanterie de ligne.

### 139erégiment
Le 139e régiment d'infanterie de ligne est formé à Paris le 6 février 1813 avec les :
- 16e cohorte du premier ban de la garde nationale formée dans le département de la Haute-Saône[1]
- 17e cohorte du premier ban de la garde nationale formée dans le département de l'Isère
- 65e cohorte du premier ban de la garde nationale formée dans les départements d'Indre-et-Loire et de Loir-et-Cher
- 66e cohorte du premier ban de la garde nationale formée dans le département de Maine-et-Loire

#### Historique
Le 139e régiment d'infanterie de ligne, créé par décret du 12 janvier 1813, est formé à Paris, le 6 février 1813 et fait les campagnes de 1813 et de 1814 au 5e corps de la Grande Armée. Il combat à Lützen, Bautzen, Katzbach, Leipzig et Hanau durant la campagne d'Allemagne et à Châlons-sur-Marne, Château-Thierry, Arcis-sur-Aube, Saint-Dizier et Paris durant la campagne de France.
Le 8 juin 1814, le 139e régiment d'infanterie de ligne est licencié à Lisieux, et conformément à l'article 5 de l'ordonnance du 12 mai 1814 :
- Le 1er bataillon est amalgamé dans le 47e régiment d'infanterie de ligne.
- Le 2e bataillon est amalgamé dans le 42e régiment d'infanterie de ligne.
- Les 3e et 5e bataillons sont amalgamés, dans le 57e régiment d'infanterie de ligne.

### 140erégiment
Le 140e régiment d'infanterie de ligne est formé à Paris le 12 février 1813 avec les :
- 40e cohorte du premier ban de la garde nationale formée dans le département du Morbihan[1]
- 41e cohorte du premier ban de la garde nationale formée dans le département du Calvados
- 42e cohorte du premier ban de la garde nationale formée dans le département de la Manche
- 43e cohorte du premier ban de la garde nationale formée dans le département de l'Orne

#### Historique
Les 4 premiers bataillons du 140e régiment d'infanterie de ligne, créé par décret du 12 janvier 1813, sont formés à Paris, le 12 février 1813, tandis que le 5e, le bataillon de dépôt, est formé à Brest le 16 septembre 1814.
Le 140e fait la campagne de 1813 en Allemagne aux 3e et 5e corps de la Grande Armée et combat à Lützen, Bautzen, Leipzig et Hanau et celle de 1814 au 11e corps de la Grande Armée durant la campagne de France et se trouve engagé à Juliers.
Le 16 septembre 1814, le 140e régiment d'infanterie de ligne est licencié à Brest, et conformément à l'article 5 de l'ordonnance du 12 mai 1814 :
- Les 1er et 2e bataillons sont amalgamés, dans le 15e régiment d'infanterie de ligne.
- Le 5e bataillon est amalgamé dans le 65e régiment d'infanterie de ligne.

### 141erégiment
Le 141e régiment d'infanterie de ligne est formé à Paris le 14 février 1813 avec les :
- 37e cohorte du premier ban de la garde nationale formée dans le département du Finistère[1]
- 39e cohorte du premier ban de la garde nationale formée dans le département d'Ille-et-Vilaine
- 62e cohorte du premier ban de la garde nationale formée dans les départements du Cher et de la Nièvre
- 63e cohorte du premier ban de la garde nationale formée dans les départements de la Creuse et de l'Indre

#### Historique
Le 141e régiment d'infanterie de ligne, créé par décret du 12 janvier 1813, fait la campagne de 1813 en Allemagne aux 3e et 5e corps de la Grande Armée et combat à Lützen, Bautzen, Würschen, Leipzig et Hanau et celle de 1814 au 11e corps de la Grande Armée durant la campagne de France et se trouve engagé à la bataille de Paris.
Le 12 mai 1814, le 141e régiment d'infanterie de ligne est licencié à Brest, et conformément à l'article 5 de l'ordonnance du 12 mai 1814 :
- Les 1er, 2e et 3e bataillons sont amalgamés, dans le 73e régiment d'infanterie de ligne.
- Le 5e bataillon est amalgamé dans le 40e régiment d'infanterie de ligne.

### 142erégiment
Le 142e régiment d'infanterie de ligne est formé à Paris le 22 février 1813 avec les :
- 5e cohorte du premier ban de la garde nationale formée dans le département de Seine-et-Marne[1]
- 36e cohorte du premier ban de la garde nationale formée dans le département de la Vienne
- 38e cohorte du premier ban de la garde nationale formée dans le département des Côtes-du-Nord
- 61e cohorte du premier ban de la garde nationale formée dans les départements du Lot et de Lot-et-Garonne

#### Historique
Les 4 premiers bataillons du 142e régiment d'infanterie de ligne, créé par décret du 12 janvier 1813, sont formés à Paris, le 22 février 1813, tandis que le 5e, le bataillon de dépôt, est formé à Tours le 1er avril 1813.
Le 142e fait les campagnes de 1813 et 1814 aux 3e et 6e corps de la Grande Armée et combat à Lützen, Bautzen, Dresde et Hanau durant la campagne d'Allemagne et à Rosnay, Nogent, Champaubert et Montmirail durant la campagne de France. 

En juin 1814, le 142e régiment d'infanterie de ligne est licencié, et conformément à l'article 5 de l'ordonnance du 12 mai 1814 :
- Les 1er, 2e et 5e bataillons sont amalgamés, dans le 35e régiment d'infanterie de ligne.

### 143erégiment
Le 143e régiment d'infanterie de ligne est formé à Puigcerdà en Espagne le 1er mars 1813, avec les :
- 28e cohorte du premier ban de la garde nationale formée dans les départements des Hautes-Pyrénées et du Gers[1]
- 29e cohorte du premier ban de la garde nationale formée dans le Tarn-et-Garonne
- 30e cohorte du premier ban de la garde nationale formée dans les départements de l'Aude et des Pyrénées-Orientales
- 31e cohorte du premier ban de la garde nationale formée dans le Département de la Gironde

#### Historique
Les 5 premier bataillons du 143e régiment d'infanterie de ligne, créé par décret du 12 janvier 1813, sont formés à Puigcerda en Espagne, le 1er mars 1813, tandis qu'un 6e bataillon est créé, à Alès dans le Gard par décret du 22 novembre 1813.
Le 143e fait les campagnes de 1813 et 1814 à l'armée de Catalogne et combat à Ribas et Molins del Rey. 

Le 12 mai 1814, le 143e régiment d'infanterie de ligne est licencié, et conformément à l'article 5 de l'ordonnance du 12 mai 1814 :
- Le 1er bataillon est amalgamé, dans le 60e régiment d'infanterie de ligne.
- Le 2e bataillon est amalgamé, dans le 68e régiment d'infanterie de ligne.
- Les 3e et 4e bataillons sont amalgamés, dans le 59e régiment d'infanterie de ligne.
- Le 5e bataillon est amalgamé, dans le 70e régiment d'infanterie de ligne.
- Le 6e bataillon est amalgamé, dans le 13e régiment d'infanterie de ligne.

### 144erégiment
Le 144e régiment d'infanterie de ligne est formé à Metz le 14 mars 1813, avec les :
- 32e cohorte du premier ban de la garde nationale formée dans le département des Landes[1]
- 33e cohorte du premier ban de la garde nationale formée dans le département des Basses-Pyrénées
- 34e cohorte du premier ban de la garde nationale formée dans les départements de Charente-Inférieure et des Landes
- 35e cohorte du premier ban de la garde nationale formée dans le Loire-Inférieure

#### Historique
Les 4 premiers bataillons du 144e régiment d'infanterie de ligne, créé par décret du 12 janvier 1813, sont formés à Metz, le 14 mars 1813, tandis que le bataillon de dépôt est créé, à Châlons dans la Marne le 19 avril de la même année.
Le 144e fait les campagnes de 1813 et 1814 aux 3e et 6e corps de la Grande Armée et combat à Lützen, Bautzen, Katzbach, Leipzig et Hanau durant la campagne d'Allemagne et à La Rothière, Champaubert, Montmirail, Vauchamps, Laon, Reims, Fère-Champenoise et Paris durant la campagne de France.
Le 12 mai 1814, le 144e régiment d'infanterie de ligne est licencié, et conformément à l'article 5 de l'ordonnance du 12 mai 1814 :
- Les 1er et 5e bataillons sont amalgamés, dans le 46e régiment d'infanterie de ligne.
- Le 2e bataillon est amalgamé, dans le 23e régiment d'infanterie de ligne.

### 145erégiment
Le 145e régiment d'infanterie de ligne est formé, le 19 mars 1813, avec les :
- 6e cohorte du premier ban de la garde nationale formée dans le département de Seine-et-Oise[1]
- 23e cohorte du premier ban de la garde nationale formée dans le département de l'Hérault
- 24e cohorte du premier ban de la garde nationale formée dans le département de l'Aveyron
- 25e cohorte du premier ban de la garde nationale formée dans le département de l'Ardèche

#### Historique
Le 145e fait les campagnes de 1813 et 1814 aux 3e et 2e corps de la Grande Armée et combat à Möckern, Lützen, Wurschen, Katzbach, Dessau, Leipzig et Hanau durant la campagne d'Allemagne et à La Rothière, Pont de Dienville, Champaubert, Montmirail, Vauchamps, Saint-Julien et Limonest durant la campagne de France. 

Le 12 mai 1814, le 145e régiment d'infanterie de ligne est licencié, et conformément à l'article 5 de l'ordonnance du 12 mai 1814 :
- Le 1er bataillon est amalgamé, dans le 50e régiment d'infanterie de ligne.
- Les 2e et 5e bataillons sont amalgamés, dans le 16e régiment d'infanterie de ligne.

### 146erégiment
Le 146e régiment d'infanterie de ligne est formé, le 1er février 1813, avec les :
- 3e cohorte du premier ban de la garde nationale formée dans les départements d'Eure-et-Loir et du Loiret[1]
- 76e cohorte du premier ban de la garde nationale formée dans le département de la Roer
- 77e cohorte du premier ban de la garde nationale formée dans le département de l'Ourthe
- 88e cohorte du premier ban de la garde nationale formée dans le département de la Frise

#### Historique
Le 146e fait la campagne de 1813 au 5e corps de la Grande Armée et combat à Wurschen, Lowenberg, Goldberg et Hirschberg.
En raison des pertes subies, les effectifs restants du 146e sont incorporés entre septembre et novembre 1813 dans le 153e régiment d'infanterie de ligne.

### 147erégiment
Le 147e régiment d'infanterie de ligne est formé, le 1er février 1813, avec les :
- 15e cohorte du premier ban de la garde nationale formée dans le département du Jura[1]
- 71e cohorte du premier ban de la garde nationale formée dans le département de l'Escaut
- 78e cohorte du premier ban de la garde nationale formée dans le département de Sambre-et-Meuse
- 87e cohorte du premier ban de la garde nationale formée dans les départements de Rome et de Trasimène

#### Historique
Le 147e fait la campagne de 1813 au 5e corps de la Grande Armée et combat à Wurschen, Neukirchen, Plagwitz et Goldberg.
En raison des pertes subies, les effectifs restants du 147e sont incorporés entre septembre et novembre 1813 dans le 154e régiment d'infanterie de ligne.

### 148erégiment
Le 148e régiment d'infanterie de ligne est formé, le 1er février 1813, avec les :
- 72e cohorte du premier ban de la garde nationale formée dans le département de Jemmapes[1]
- 73e cohorte du premier ban de la garde nationale formée, aussi, dans le département de Jemmapes
- 74e cohorte du premier ban de la garde nationale formée dans le département des Deux-Nèthes et de l'arrondissement de Breda
- 75e cohorte du premier ban de la garde nationale

#### Historique
Le 148e fait la campagne de 1813 au 5e corps de la Grande Armée et combat à Lowenberg, Bober et Goldberg.
En raison des pertes subies, les effectifs restants du 148e sont incorporés les 17 octobre et 4 novembre 1813 dans le 25e régiment d'infanterie de ligne.

### 149erégiment
Le 149e régiment d'infanterie de ligne est formé, le 1er mars 1813, avec les :
- 47e cohorte du premier ban de la garde nationale formée dans le département du Nord[1]
- 48e cohorte du premier ban de la garde nationale formée, également, dans le département du Nord
- 49e cohorte du premier ban de la garde nationale formée dans le département de la Lys
- 79e cohorte du premier ban de la garde nationale formée dans le département du Mont-Tonnerre

#### Historique
Le 149e fait les campagnes de 1813 et 1814 aux 5e et 11e corps de la Grande Armée et combat à Bautzen, Lowenberg, Goldberg et Drebnitz durant la campagne d'Allemagne et à Fère-Champenoise durant la campagne de France.
Le 12 mai 1814, le 149e régiment d'infanterie de ligne est licencié, et conformément à l'article 5 de l'ordonnance du 12 mai 1814 :
- Les 3e et 4e bataillons sont amalgamés, dans le 74e régiment d'infanterie de ligne.
- Les 1er, 2e et 5e bataillons sont amalgamés, dans le 88e régiment d'infanterie de ligne.

### 150erégiment
Le 150e régiment d'infanterie de ligne est formé, à Mayence en Allemagne, le 21 février 1813, avec les :
- 68e cohorte du premier ban de la garde nationale formée dans le département de la Sarthe[1]
- 69e cohorte du premier ban de la garde nationale formée dans les départements de la Dyle et des Bouches-de-l'Escaut
- 80e cohorte du premier ban de la garde nationale formée dans le département de Rhin-et-Moselle
- 81e cohorte du premier ban de la garde nationale formée dans le département de la Sarre

#### Historique
Les 4 premiers bataillons du 150e régiment d'infanterie de ligne, créé par décret du 12 janvier 1813, sont formés à Mayence en Allemagne, le 21 février 1813, tandis que le bataillon de dépôt est créé, à Liège en Belgique le 14 avril de la même année.
Le 150e fait les campagnes de 1813 et 1814 au 5e corps de la Grande Armée et combat à Zobten, Goldberg, Katzbach, Putzchau, Wachau, et Leipzig durant la campagne d'Allemagne et en 1814 à Maestricht.
Le 12 mai 1814, le 150e régiment d'infanterie de ligne est licencié, et conformément à l'article 5 de l'ordonnance du 12 mai 1814 :
- Les 1er, 2e et 5e bataillons sont amalgamés, dans le 29e régiment d'infanterie de ligne.

### 151erégiment
Le 151e régiment d'infanterie de ligne est formé le 12 février 1813, avec les :
- 7e cohorte du premier ban de la garde nationale formée dans les départements des Bouches-du-Weser, des Bouches-de-l'Elbe et de l'Ems-Supérieur situés dans l'ex-royaume de Hollande
- 50e cohorte du premier ban de la garde nationale formée dans le département du Nord
- 51e cohorte du premier ban de la garde nationale formée dans le département du Nord
- 52e cohorte du premier ban de la garde nationale formée dans le département de la Lys

#### Historique
Le 151e fait les campagnes de 1813 et 1814 aux 5e corps de la Grande Armée et combat à Wettin, Halle, Linenau, Weissig, Wurschen, et Hanau durant la campagne d'Allemagne et en 1814 il est assiégé à Glogau et capitule avec le reste de la garnison en avril.
Le 21 juin 1814, le 151e régiment d'infanterie de ligne est licencié, et conformément à l'article 5 de l'ordonnance du 12 mai 1814 :
- Le 1er bataillon est amalgamé, dans le 59e régiment d'infanterie de ligne.
- Le 2e bataillon est amalgamé, dans le 68e régiment d'infanterie de ligne.
- Les 3e et 5e bataillons sont amalgamés, dans le 21e régiment d'infanterie de ligne.

### 152erégiment
Le 152e régiment d'infanterie de ligne est formé le 1er mars 1813, avec les :
- 18e cohorte du premier ban de la garde nationale[49] formée dans les départements de la Drôme et des Hautes-Alpes[1]
- 19e cohorte du premier ban de la garde nationale formée dans les départements de Léman et de Mont-Blanc
- 53e cohorte du premier ban de la garde nationale formée dans les départements de la Haute-Marne et de l'Aube
- 54e cohorte du premier ban de la garde nationale formée dans le département de Saône-et-Loire

#### Historique
Le 152e fait les campagnes de 1813 et 1814 à la 16e division du 5e corps et au 11e corps de la Grande Armée et combat à Bremeriehe, Lunebourg, Harbourg, Katzbach et Leipzig durant la campagne d'Allemagne et en 1814, durant la campagne de France il est au siège de Strasbourg et à la bataille de Paris.
Le 21 juin 1814, le 152e régiment d'infanterie de ligne est licencié, et conformément à l'article 5 de l'ordonnance du 12 mai 1814 :
- Les 1er et 2e bataillons sont amalgamés, dans le 73e régiment d'infanterie de ligne.
- Les 3e et 4e bataillons sont amalgamés, dans le 45e régiment d'infanterie de ligne.
- Le 5e bataillon est amalgamé, dans le 18e régiment d'infanterie de ligne.

### 153erégiment
Le 153e régiment d'infanterie de ligne est formé, à Brême en Allemagne, le 22 février 1813, avec les :
- 55e cohorte du premier ban de la garde nationale formée dans le département de l'Yonne[1]
- 56e cohorte du premier ban de la garde nationale formée dans les départements du Rhône et de la Loire
- 57e cohorte du premier ban de la garde nationale formée dans les départements du Cantal et de Haute-Loire
- 58e cohorte du premier ban de la garde nationale formée dans le département du Puy-de-Dôme

#### Historique
Les 4 premiers bataillons du 153e régiment d'infanterie de ligne, créé par décret du 12 janvier 1813, sont formés à Brême en Allemagne, le 22 février 1813, tandis que le bataillon de dépôt est créé le 1er avril de la même année.
Le 153e fait les campagnes de 1813 et 1814 aux 5e et 11e corps de la Grande Armée et combat à Wetting, Halle, Lindenau, Weissig, Würschen, Haynau-Michelsdorf, Lowenburg, Goldberg, Katzbach, Borna, Wachau, Leipzig et Hanau durant la campagne d'Allemagne et en 1814, durant la campagne de France il sera renforcé par les débris du 146e régiment.
Le 21 juin 1814, le 153e régiment d'infanterie de ligne est licencié, et conformément à l'article 5 de l'ordonnance du 12 mai 1814 :
- Le 1er bataillon est amalgamé, le 4 août 1814 à Montmédy, dans le 52e régiment d'infanterie de ligne.
- Le 2e bataillon est amalgamé, le 21 juillet 1814 au Havre, dans le 88e régiment d'infanterie de ligne.
- Le 5e bataillon est amalgamé, le 31 juillet 1814 à Dunkerque, dans le 51e régiment d'infanterie de ligne.

### 154erégiment
Le 154e régiment d'infanterie de ligne est formé, à Münster en Allemagne, le 9 février 1813, avec les :
- 4e cohorte du premier ban de la garde nationale formée dans le département de l'Oise[1]
- 20e cohorte du premier ban de la garde nationale formée dans le département des Bouches-du-Rhône
- 21e cohorte du premier ban de la garde nationale formée dans les départements des Alpes-Maritimes et des Basses-Alpes
- 22e cohorte du premier ban de la garde nationale formée dans le département du Var

#### Historique
Les 4 premiers bataillons du 154e régiment d'infanterie de ligne, créé par décret du 12 janvier 1813, sont formés à Münster en Allemagne, le 9 février 1813, tandis que le bataillon de dépôt est créé le 19 mars de la même année à Besançon.
Le 154e fait la campagne de 1813 au 5e corps de la Grande Armée et combat à Mockern, Danning-Kow, Weissig, Würschen, Lowenberg, Goldberg, Katzbach, Drebnitz, Liebertwolkwitz et Leipzig durant la campagne d'Allemagne et en 1814, durant la campagne de France il sera renforcé par les débris du 147e régiment.
Le 21 juin 1814, le 154e régiment d'infanterie de ligne est licencié, et conformément à l'article 5 de l'ordonnance du 12 mai 1814 :
- Les 1er, 2e, 3e et 4e bataillons sont amalgamés, le 1er août 1814 à Condé-en-Brie, dans le 42e régiment d'infanterie de ligne.
- Le 5e bataillon est amalgamé, le 4 août 1814 à Besançon, dans le 36e régiment d'infanterie de ligne.

### 155erégiment
Le 155e régiment d'infanterie de ligne est formé le 11 février 1813 avec les :
- 10e cohorte du premier ban de la garde nationale formée dans le département de la Meurthe[1]
- 59e cohorte du premier ban de la garde nationale formée dans les départements de Charente et de la Dordogne[1]
- 60e cohorte du premier ban de la garde nationale formée dans le département de la Corrèze
- 70e cohorte du premier ban de la garde nationale formée dans le département de l'Escaut

#### Historique
Le 155e fait la campagne de 1813 au 14e corps de la Grande Armée et, durant la campagne d'Allemagne, combat à Weissig, Würschen, Goldberg, Katzbach, Drebnitz, Leipzig et Hanau et en 1814, durant la campagne de France il combat à Pagny, La Ferté-sous-Jouarre et Orléans.
Le 21 juillet 1814, le 155e régiment d'infanterie de ligne est licencié, et conformément à l'article 5 de l'ordonnance du 12 mai 1814 :
- Les 1er, 2e, 3e et 5e bataillons sont amalgamés, le 21 juillet 1814, dans le 50e régiment d'infanterie de ligne.

### 156erégiment
Le 156e régiment d'infanterie de ligne est formé le 16 février 1813 avec les :
- 26e cohorte du premier ban de la garde nationale formée dans les départements du Gard et du Tarn[1]
- 27e cohorte du premier ban de la garde nationale formée dans les départements de l'Ariège et de Haute-Garonne
- 82e cohorte du premier ban de la garde nationale formée dans les départements de Doire, du Pô et de Sesia
- 83e cohorte du premier ban de la garde nationale formée dans les départements de Marengo et de Stura

#### Historique
Le 156e fait la campagne de 1813 aux 12e et 7e corps de la Grande Armée et, durant la campagne d'Allemagne, combat à Bautzen, Lukau, Trebbin, Wilmersdorf, Tragun, Juterbock, Dennewitz, Kosen, Hoff et Hocheim et durant la campagne de France en 1814, à l'armée de Lyon, il combat à Voreppe et Paris.
Le 12 mai 1814, le 155e régiment d'infanterie de ligne est licencié, et conformément à l'article 5 de l'ordonnance du 12 mai 1814 :
- Le 1er bataillon est amalgamé, le 21 juillet 1814, dans le 30e régiment d'infanterie de ligne.
- Le 2e bataillon est amalgamé, le 1er juillet 1814, dans le 12e régiment d'infanterie de ligne.
- Le 3e bataillon est amalgamé, le 16 août 1814, dans le 20e régiment d'infanterie de ligne.

## Infanterie légère
Comme pour l'infanterie de ligne, il est essentiel de faire remarquer, pour faire comprendre comment, souvent le même régiment avait en même temps des bataillons en Allemagne, en Espagne et en Portugal, ou dans d'autres pays de l'Europe, que, depuis 1808, quelques régiments comptaient jusqu'à 6 bataillons disséminés, par un ou par deux, dans des garnisons lointaines et dans les diverses armées mises sur pied depuis cette date jusqu'en 1815.
En 1808, Napoléon ordonna qu'à l'avenir les régiments de ligne n'aurait qu'une seule Aigle, placée au 1er bataillon et que les régiment d'infanterie légère auraient seulement des enseignes, une par bataillon à l'exception des bataillons de dépôt. L'honneur de porter l'enseigne revenait à un sous-officier choisi par le chef de bataillon dans une de ses compagnies.
Dans la pensée de l'Empereur, les régiments légers destinés aux avant-gardes et aux avant-postes, appelés à mettre parfois toute leur fraction en ligne dès le début de l'engagement, combattant donc souvent sans réserve, n'avaient pas besoin d'Aigle. C'était d'ailleurs un ancien usage de ne pas donner de drapeaux aux troupes légères.

### 1errégiment léger
Le 1er régiment d'infanterie légère est formé, à 3 bataillons, le 6e jour complémentaire an XI (23 septembre 1803) avec la :
- 1re demi-brigade légère de deuxième formation (3 bataillons)

#### Historique
Les 1er, 2e et 3e bataillons du 1er léger fait les campagnes de l'an XII, de l'an XIII, de l'an XIV et de 1806 à l'armée de Naples celle de 1807 aux armées de Naples et d'Italie, celle de 1808 à l'armée d'Italie et au 5e corps de l'armée d'Espagne, celles de 1809 à l'armée d'Italie et au 7e corps de l'armée d'Espagne, celle de 1810 au 7e corps de la Grande Armée, aux armées de Catalogne et d'Italie, celles de 1811 et 1812 aux armées de Catalogne et d'Aragon et au corps d'observation de l'Elbe, celle de 1813 à l'armée d'Aragon et au 12e corps de la Grande Armée et celle de 1814 aux armées de Lyon, d'Italie et au corps de réserve du Midi.
En 1815 il est au 2e corps de la Grande Armée.

Après avoir tenu garnison dans plusieurs villes italiennes, le 1er léger est laminé à la bataille de Maida. Après cette cuisante défaite, en 1806, il combat les insurgés Calabrais à Lago Negro et Scigliano puis en 1807 à Strongoli. En 1808, le régiment est envoyé en Espagne et après avoir marché sur Barcelone il se distingue à la Molins de Rey puis guerroie durant les années 1809-1810 en Catalogne  participant aux combats, batailles et sièges à Valls, Reus, Tarragone, Gérone, Santa Coloma de Farners, Armancias, Collsuspina, Vich. En 1811, passé à l'armée d'Aragon, le régiment combat à Montblanc, Tarragone et Montserrat. Début 1812, il est en garnison à Gérone qu'il quitte pour Barcelonne puis Valence ou il combat dans la région s'illustrant particulièrement, en 1813, à Biar.

Le 12 mai 1814, le 1er régiment d'infanterie légère est licencié, et conformément à l'article 5 de l'ordonnance du 12 mai 1814 :
- Le 1er régiment d'infanterie légère prend le nom de Régiment léger du Roi.

### 2erégiment léger
Le 2e régiment d'infanterie légère, à 3 bataillons, avec la :
- 2e demi-brigade légère de deuxième formation (3 bataillons)

#### Historique
Le 2e léger fait les campagnes de l'an XII et de l'an XIII à l'armée de réserve des camps et sur la flottille de Boulogne, celles de l'an XIV et de 1806 au 5e corps de la Grande Armée, celle de 1807 au corps d'armée de Réserve et au  corps d'observation de la Gironde, celle de 1808 à l'armée de Portugal et au corps de réserve de l'armée d'Espagne, celles de 1809 à l'armée d'Espagne, celles de 1810 et de 1811 aux armées d'Espagne et de Portugal, celle 1812 à l'armée de Portugal, celles de 1813 aux armées de Portugal et d'Espagne et celle de 1814 au 6e corps de la Grande Armée et en garnison à Dantzig.

En 1815 il est au 2e corps de la Grande Armée.

En l'an XIV, le régiment se distingue à Ulm, Wertingen, Hollabrunn et Austerlitz, en 1807 aux batailles d'Heilsberg et de Friedland, en 1808 à Vimeiro, Rio-Seco et Gamonal.

### 3erégiment léger
Le 3e régiment d'infanterie légère est formé, à 4 bataillons, avec les :
- 1er et 3e bataillons de la 3e demi-brigade légère de deuxième formation (2 bataillons)
- 2e et 3e bataillons de la 19e demi-brigade légère de deuxième formation (2 bataillons)

#### Historique
Le 3e léger fait les campagnes de l'an XII et de l'an XIII à l'armée de réserve des camps et sur la flottille de Boulogne pour celle de l'an XIV il est en garnison à Gênes. Il effectue la campagne de 1806 au camp volant d'Alexandrie et au 5e corps de la Grande Armée, celle de 1807 à l'armée d'Italie et au corps d'observation de la Grande Armée, celle de 1808 à l'armée d'Italie, au corps d'observation de la Grande Armée et à l'armée d'Espagne, celles de 1809 et 1810 au 7e corps de l'armée d'Espagne et au 4e corps de l'armée d'Allemagne, celle de 1811 à l'armée de Catalogne, celle 1812 aux armées de Catalogne et d'Aragon, celle de 1813 à l'armée d'Aragon et au 11e corps de la Grande Armée et celle de 1814 aux armées d'Espagne et d'Italie.
En 1815 il est au 8e corps de la Grande Armée.

### 4erégiment léger
Le 4e régiment d'infanterie légère  est formé avec la :
- 4e demi-brigade légère de deuxième formation

#### Historique
Le 4e léger fait les campagnes de l'an XII et de l'an XIII à l'armée de réserve des camps, celle de l'an XIV au 5e corps de la Grande Armée, celle de 1806 au 8e corps de la Grande Armée, celle de 1807 au 8e corps de la Grande Armée, au corps d'observation de la Grande Armée et au corps d'observation de la Gironde, celle de 1808 aux armées de Portugal et d'Espagne, celle de 1809 à l'armée d'Espagne, celle de 1810 et 1811 aux armées d'Espagne et de Portugal, celle de 1812 à l'armée d'Espagne, celle de 1813 à l'armée d'Espagne et au 14e corps de la Grande Armée et celle de 1814 au 6e corps de la Grande Armée en garnison à Dantzig et à Anvers et à l'armée d'Espagne.
En 1815 il est au 2e corps de la Grande Armée.

### 5erégiment léger
Le 5e régiment d'infanterie légère a été formé, à Pau, en l'an XIII avec les troupes qui étaient à Saint-Domingue, à la Guadeloupe et à la Martinique :
- 5e demi-brigade légère formée aux colonies à la suite de l'arrêté du 12 floréal an XI (1er bataillon de la 5e demi-brigade légère de deuxième formation, 2e bataillon de la 3e demi-brigade légère de deuxième formation, 3e bataillon de la 7e demi-brigade légère de deuxième formation et 1er bataillon de la 14e demi-brigade légère de deuxième formation)
- 11e demi-brigade légère formée aux colonies à la suite de l'arrêté du 12 floréal an XI (1er et 2e bataillons de la 11e demi-brigade légère de deuxième formation, 1er bataillon de la 19e demi-brigade légère de deuxième formation, Détachement de la 28e demi-brigade légère de deuxième formation et 3e bataillon de la 30e demi-brigade légère de deuxième formation)

#### Historique
Le 5e léger fait la campagne de l'an XIV au camp volant de la Vendée, celle de 1806 à l'armée du Nord, celle de 1807 au 8e corps de la Grande Armée, au corps d'observation de la Grande Armée et au corps d'observation de la Gironde, celle de 1808 au corps d'observation de la Grande Armée, au corps d'observation de la Gironde et à l'armée d'Espagne, celle de 1809 aux armées d'Espagne, d'Allemagne et tient garnison dans les villes hanséatiques, celle de 1810 à l'armée d'Espagne et au 4e corps de l'armée d'Allemagne, celle de 1811 à l'armée d'Espagne, celle de 1812 au corps d'observation de réserve de l'armée d'Espagne et à l'armée d'Aragon, celle de 1813 aux armées d'Espagne, d'Aragon et au corps d'observation de Bavière et celle de 1814 au 2e corps de la Grande Armée, en garnison à Mayence et à l'armée d'Espagne.
En 1815 il est au 6e corps de la Grande Armée.

### 6erégiment léger
Le 6e régiment d'infanterie légère est formé avec la :
- 6e demi-brigade légère de deuxième formation

#### Historique
Le 6e léger fait les campagnes de l'an XII et de l'an XIII au camp de Montreuil, celles de l'an XIV, 1806 et 1807 au 6e corps de la Grande Armée, en garnison à Dantzig et à l'armée d'Espagne. Le bataillon affecté à Dantzig y séjourna de 1808 à 1814. Le reste du régiment fait les campagnes de 1809 et 1810 aux armées d'Espagne et de Portugal, au 2e corps de l'armée d'Allemagne et à l'armée du Rhin, celles de 1811 et 1812 aux armées d'Espagne et de Portugal, celle de 1813 à l'armée d'Espagne, celle de 1813 au 14e corps de la Grande Armée aux armées d'Espagne et de Portugal et celle de 1814 au 6e corps de la Grande Armée en garnison à Anvers et à l'armée d'Espagne.
En 1815 il est au 7e corps de la Grande Armée et à l'armée de la Moselle.

### 7erégiment léger
Le 7e régiment d'infanterie légère est formé, à 4 bataillons, avec les :
- 7e demi-brigade légère de deuxième formation (2 bataillons)
- 20e demi-brigade légère de deuxième formation (2 bataillons)

#### Historique
Le 7e léger fait les campagnes de l'an XII et de l'an XIII aux camps de Boulogne, de Brest et de Saint-Malo celles de l'an XIV, 1806 et 1807 aux 7e et 3e corps de la Grande Armée, celle de 1808 au 3e corps de la Grande Armée et à la garnison de Dantzig, celles de 1809 et 1810 au 3e corps de l'armée d'Allemagne, à l'armée du Rhin, celles de 1811 et 1812 au corps d'observation de l'Elbe, celle de 1813 au 1er corps de la Grande Armée et en 1814 il est fait prisonnier lors du siège de Huningue.
En 1815 il est au 5e corps de la Grande Armée et à l'armée du Rhin.

### 8erégiment léger
Le 8e régiment d'infanterie légère est formé, à 3 bataillons, avec les :
- 8e demi-brigade légère de deuxième formation (3 bataillons)

#### Historique
Le 8e léger fait les campagnes de l'an XII, de l'an XIII et de l'an XIV à l'armée d'Italie, celles de 1806, 1807 et 1808 aux armées d'Italie et de Dalmatie, celle de 1809 aux armées de Dalmatie, d'Italie et au 11e corps de la Grande Armée, celle de 1810 à l'armée d'Illyrie, celles de 1811 et 1812 aux armées d'Illyrie, de Catalogne et au 4e corps de la Grande Armée, celle de 1813 au 4e corps de la Grande Armée et au corps d'observation de Mayence et celle de 1814 aux armées de Mayence, de Lyon.
En 1815 il est au 6e corps de la Grande Armée.

### 9erégiment léger
Le 9e régiment d'infanterie légère est formé, à 3 bataillons, avec les :
- 9e demi-brigade légère de deuxième formation (3 bataillons)

#### Historique
Le 9e léger fait les campagnes de l'an XII, de l'an XIII au camp de Montreuil, celles de l'an XIV, 1806 et 1807 au 6e corps de la Grande Armée, celle de 1808 à l'armée d'Espagne, au 1er corps de la Grande Armée et en garnison à Dantzig, celles de 1809 et 1810 à l'armée d'Espagne, au 2e corps de l'armée d'Allemagne, celles de 1811 et 1812 à l'armée d'Espagne, celle de 1813 à l'armée d'Espagne et au 3e et 14e corps de la Grande Armée et celle de 1814 au 6e corps de la Grande Armée, aux armées d'Espagne et de réserve du Midi.
En 1815 il est à l'armée de la Moselle.
Le 9e régiment d'infanterie légère s'est particulièrement distingué lors de la bataille de Mohrungen, le 25 janvier 1807, ou après avoir perdu son drapeau dans la mêlée, il s'élança sur l'ennemi et avec le courage du désespoir il récupéra son drapeau. 

### 10erégiment léger
Le 10e régiment d'infanterie légère est formé, à 3 bataillons, avec les :
- 10e demi-brigade légère de deuxième formation (3 bataillons)

#### Historique
Le 10e léger fait les campagnes de l'an XII et de l'an XIII au camp de Saint-Omer, celles de l'an XIV, 1806, 1807 et 1808 au 4e corps de la Grande Armée et en garnison à Mayence. Un bataillon du régiment resta en garnison à Mayence de 1808 à 1814, date à laquelle il fut fait prisonnier de guerre. Le régiment fait les campagnes de 1809 et 1810 au 2e corps de l'armée d'Allemagne et à l'armée du Rhin, celles de 1811 et 1812 au corps d'observation de réserve de l'armée d'Espagne et aux 3e et 9e corps de la Grande Armée, celle de 1813 à l'armée d'Espagne, aux 9e et 14e corps de la Grande Armée et au corps d'observation de Mayence et celle de 1814 au 7e corps de la Grande Armée.
En 1815 il est au 5e corps de la Grande Armée.

### 11erégiment léger
Le 11e régiment d'infanterie légère n'est pas formé, lors de la réorganisation de l'an XII.
Le numéro reste vacant jusqu'en 1811.
Le 11 août 1811 le 11e régiment d'infanterie légère est formé, à Cherbourg, à 5 bataillons, avec les : 
- Bataillon de Tirailleurs Corses[55]
- Bataillon de Tirailleurs du Pô
- Bataillon valaisan
- Des conscrits Corses et Piémontais
- Des détachements et le bataillon de dépôt de la Légion de Midi

#### Historique
Le 2 mai 1803, à la suite de l'arrêté du 12 floréal an XI, les 1er et 2e bataillons de la 11e demi-brigade légère de deuxième formation, en poste aux Antilles, sont incorporés dans la 11e demi-brigade légère formée aux colonies qui entre, lors de la réorganisation de 1803, dans la formation du 5e régiment d'infanterie légère.
Le 3e bataillon de la 11e demi-brigade légère de deuxième formation, en poste en France métropolitaine, entre dans la formation de la 28e demi-brigade légère de deuxième formation qui entrent, lors de la réorganisation de 1803, dans la formation du 28e régiment d'infanterie légère.
Le numéro 11 reste vacant jusqu'en 1811.
Recréé à Cherbourg le 11 août 1811, le 11e léger est immédiatement envoyé à Wesel et il fait les campagnes de 1812, 1813 et 1814 au corps d'observation de l'Elbe et au 2e corps de la Grande Armée. 

En 1815 il est au 2e corps de la Grande Armée.

### 12erégiment léger
Le 12e régiment d'infanterie légère est formé avec la :
- 12e demi-brigade légère de deuxième formation

#### Historique
Le 12e léger fait les campagnes de l'an XII et de l'an XIII au corps de réserve des Camps, celles de l'an XIV et 1806 au 5e corps de la Grande Armée, celle de 1807 au 8e et 10e corps de la Grande Armée, au camp de Saint-Lô et au corps d'observation de la Gironde, celle de 1808 aux armées d'Espagne et de Portugal, celles de 1809, 1810, 1811 et 1812 à l'armée d'Espagne, celle de 1813 à l'armée d'Espagne et au 14e corps de la Grande Armée et celle de 1814 au 2e corps de la Grande Armée et à l'armée d'Espagne.
En 1815 il est au 2e corps de la Grande Armée.

### 13erégiment léger
Le 13e régiment d'infanterie légère est formé avec la :
- 13e demi-brigade légère de deuxième formation

#### Historique
Le 13e léger fait les campagnes de l'an XII et de l'an XIII au camp de Bruges, celles de l'an XIV, 1806 et 1807 au 5e corps de la Grande Armée et en 1807 au corps d'observation de l'Escaut, celle de 1808 au 3ecorps de la Grande Armée, celle de 1809 à l'armée du Rhin et au 3e corps et au corps de réserve de l'armée d'Allemagne, celle de 1810 au 3ecorps de la Grande Armée, celles 1811, 1812 et 1813 au corps d'observation de l'Elbe et au 1ercorps de la Grande Armée et celle de 1814 aux garnisons d'Ostende et d'Anvers ou il est fait prisonnier de guerre.
En 1815 il est au 1er corps de la Grande Armée.

### 14erégiment léger
Le 14e régiment d'infanterie légère est formé avec la :
- 14e demi-brigade légère de deuxième formation

#### Historique
Le 14e léger fait les campagnes de l'an XIII et de l'an XIV à l'armée d'Italie, celles de 1806, 1807 et 1808 à l'armée de Naples et celles de 1809 à 1814 en garnison à Corfou et un détachement tint garnison à l'île d'Elbe de 1811 à 1813.
En 1815 il est au 9e corps de la Grande Armée.

### 15erégiment léger
Le 15e régiment d'infanterie légère est formé avec la :
- 15e demi-brigade légère de deuxième formation

#### Historique
Le 15e léger fait les campagnes de l'an XII et de l'an XIII sur la flottille du Havre, celles de l'an XIV et 1806 aux 8e et 3e corps de la Grande Armée et au corps d’observation de la Gironde, celle de 1808 au 3e corps de la Grande Armée et à l'armée de Portugal, celles de 1809 et 1810 au 3e corps de l'armée d'Allemagne et à l'armée d'Espagne, celle de 1811 aux armées d'Espagne, de Portugal et au corps d'observation de l'Elbe, celle de 1812 au corps d'observation de l'Elbe et au 1er corps de la Grande Armée, celle de 1813 aux 1er et 13e corps de la Grande Armée et celle de 1814 au 2e corps de la Grande Armée et en garnison à Hambourg et Anvers.
En 1815 il est aux 2e et 3e corps de la Grande Armée.

### 16erégiment léger
Le 16e régiment d'infanterie légère est formé, à 4 bataillons, avec les :
- 16e demi-brigade légère de deuxième formation (2 bataillons)
- 29e demi-brigade légère de deuxième formation (2 bataillons)

#### Historique
Le 16e léger fait les campagnes de l'an XII et de l'an XIII au camp de Brest, celles de l'an XIV, 1806 et 1807 au 7e corps de la Grande Armée, celle de 1808 au 1er corps de la Grande Armée, à la garnison de Dantzig et à l'armée d'Espagne, celles de 1809 et 1810 au 1er corps de l'armée d'Espagne et au 2e corps de l'armée d'Allemagne, celles de 1811 et 1812 à l'armée d'Espagne, celle de 1813 à l'armée d'Espagne et au 14e corps de la Grande Armée et celle de 1814 au 6e et 7e corps de la Grande Armée et il est fait prisonnier de guerre à Dantzig.

### 17erégiment léger
Le 17e régiment d'infanterie légère est formé, à 3 bataillons, avec le :
- 17e demi-brigade légère de deuxième formation (3 bataillons)

#### Historique
Le 17e léger fait les campagnes de l'an XII et de l'an XIII au camp de Saint-Omer, celles de l'an XIV  au 4e corps de la Grande Armée, celles de 1806, 1807 et 1808 au 5e corps de la Grande Armée, celle de 1809 à l'armée d'Espagne, celles de 1810, 1811 et 1812 à l'armée de Portugal et celles de 1813 et 1814 aux armées d'Espagne et des Pyrénées.

### 18erégiment léger
Le 18e régiment d'infanterie légère est formé, avec le :
- 18e demi-brigade légère de deuxième formation

#### Historique
Le 18e léger fait les campagnes de l'an XII et de l'an XIII au camp d'Utrecht, celles de l'an XIV et de 1806 au 2e corps de la Grande Armée et à l'armée d'Italie, celle de 1807 à l'armée de Dalmatie, celle de 1808 aux armées de Dalmatie, d'Italie et au  11e corps de l'armée d'Allemagne, celle de 1810 à l'armée d'Illyrie, celle de 1811 aux armées d'Illyrie et de Catalogne, celle de 1812  au 4e corps de la Grande Armée, à l'armée de Catalogne et corps d'observation de l'Ebre, celle de 1813 à l'armée de Catalogne et à la Grande Armée et celle de 1814 aux armées des Pyrénées, de Lyon et l'armée de réserve du Midi.

### 19erégiment léger
La 19e demi-brigade légère de deuxième formation ayant été dissoute, de fait, par les différents amalgames, le 19e régiment d'infanterie légère n'est pas formé, lors de la réorganisation de l'an XII.
Le numéro reste vacant jusqu'en 1813.
Le 9 décembre 1813 le 19e régiment d'infanterie légère est formé, à Mayence, à 5 bataillons, avec les : 
- 4e bataillon du 1er régiment d'infanterie légère
- 3e bataillon du 3e régiment d'infanterie légère
- 1er et 2e bataillons du 22e régiment d'infanterie légère
- 1er bataillon du 35e régiment d'infanterie légère

#### Historique
Le 19e léger fait la campagne de 1814 aux 2e et 11e corps de la Grande Armée.

### 20erégiment léger
La 20e demi-brigade légère de deuxième formation ayant été incorporée, durant cette réorganisation, dans le 7e régiment d'infanterie légère, le 20e régiment d'infanterie légère n'est pas formé.
Le numéro reste vacant.

### 21erégiment léger
Le 21e régiment d'infanterie légère est formé, avec la :
- 21e demi-brigade légère de deuxième formation

#### Historique
Le 21e léger fait les campagnes de l'an XII et de l'an XIII au camp de Bruges, celle de l'an XIV à l'armée des Côtes-du-Nord, celles de 1806 et 1807 au 5e corps de la Grande Armée, celle de 1808 au 5e corps de la Grande Armée et en garnison à Dantzig. La portion du 21e léger qui fut mise en garnison à Dantzig y resta de 1808 à 1814 ou elle fut faite prisonnière de guerre. Le régiment fit ensuite les campagnes de 1809 et 1810 à l'armée d'Espagne et au 2e corps de l'armée d'Allemagne, celles de 1811 et de 1812 à l'armée d'Espagne, celle de 1813 à l'armée d'Espagne, au 14e corps de la Grande Armée et au corps d'observation de Bavière et celle de 1814 à l'armée des Pyrénées et aux garnisons de Juliers et de Mayence ou il est faite prisonnier de guerre.

### 22erégiment léger
Le 22e régiment d'infanterie légère est formé, avec la :
- 22e demi-brigade légère de deuxième formation

#### Historique
Le 22e léger fait les campagnes de l'an XII et de l'an XIII au corps de réserve des camps, celle de l'an XIV à l'armée d'Italie, celles de 1806 à 1809 aux armées de Naples et d'Italie 5e corps de la Grande Armée, celle de 1810 aux armées de Naples, de Calabre et d'Illyrie, celle de 1811 à l'armée de Naples et au corps d'observation de l'Italie méridionale, celle de 1812 au corps d'observation de l'Italie méridionale et à la Grande Armée, celle de 1813 au 11e corps de la Grande Armée et celle de 1814 à la garnison de Gênes.

### 23erégiment léger
Le 23e régiment d'infanterie légère est formé, avec la :
- 23e demi-brigade légère de deuxième formation

#### Historique
Le 23e léger fait les campagnes de l'an XII et de l'an XIII en Corse, celle de l'an XIV à l'armée d'Italie, celles de 1806 et 1807 à l'armée de Naples, celles de 1808 et 1809 aux armées de Naples et d'Italie, celle de 1810 à l'armée d'Italie, celle de 1811 à l'armée de Catalogne et au corps de réserve de l'armée d'Espagne, celle de 1812 aux armées de Catalogne et de Portugal, celle de 1813 à l'armée de Catalogne et au 6e corps de la Grande Armée et celle de 1814 au 6e corps de la Grande Armée et à l'armée de Lyon.

### 24erégiment léger
Le 24e régiment d'infanterie légère est formé, avec la :
- 24e demi-brigade légère de deuxième formation

#### Historique
Le 24e léger fait la campagne de l'an XIII au camp de Saint-Omer, celles de l'an XIV à 1807  au 4e corps de la Grande Armée, celle de 1808  au 4e corps de la Grande Armée et à la garnison de Dantzig, celle de 1809 à l'armée du Rhin et  aux 2e et 4e corps de l'armée d'Allemagne, celle de 1810 au corps d'observation de Hollande, celle de 1812 au corps d'observation de l'Elbe et au 3e corps de la Grande Armée, celle de 1813 aux 3e et 2e corps de la Grande Armée et celle de 1814 au 2e corps de la Grande Armée et à la garnison de Magdebourg.

### 25erégiment léger
Le 25e régiment d'infanterie légère est formé, à 4 bataillons, avec les :
- 25e demi-brigade légère de deuxième formation (2 bataillons)
- 1er et 2e bataillons de la 30e demi-brigade légère de deuxième formation (2 bataillons)

#### Historique
Le 25e léger fait les campagnes de l'an XII et de l'an XIII au camp de Montreuil, celle de l'an XIV à l'armée des côtes de l'Océan, celles de 1806 et 1807 au 6e corps de la Grande Armée, celle de 1808  au 6e corps de la Grande Armée, à la garnison de Dantzig et à l'armée d'Espagne, celles de 1809 et 1810 à l'armée d'Espagne et  au 2e corps de l'armée d'Allemagne, celle de 1811 aux armées d'Espagne et de Portugal, celle de 1812 à l'armée de Portugal et à la Grande Armée, celle de 1813 aux armées de Portugal, d'Espagne et au corps d'observation de Bavière et celle de 1814 aux armées des Pyrénées et de Mayence ou il est fait prisonnier de guerre.

### 26erégiment léger
Le 26e régiment d'infanterie légère est formé, avec la :
- 26e demi-brigade légère de deuxième formation

#### Historique
Le 26e léger fait les campagnes de l'an XII et de l'an XIII au camp de Saint-Omer, celles de l'an XIV à 1808 au 4e corps de la Grande Armée, celle de 1809 à l'armée d'Allemagne, celle de 1810 à la garnison de Berg-op-Zoom, celle de 1811 au corps d'observation de Hollande et à la garnison d'Anvers, celles de 1812, 1813 et 1814 au 2e corps de la Grande Armée.

### 27erégiment léger
Le 27e régiment d'infanterie légère est formé, avec la :
- 27e demi-brigade légère de deuxième formation

#### Historique
Le 27e léger fait les campagnes de l'an XII et de l'an XIII à l'armée de Hanovre, celles de l'an XIV à 1807 au 1er corps de la Grande Armée, celle de 1808 à l'armée d'Espagne, au 1er corps de la Grande Armée et à la garnison de Dantzig, celles de 1809 et 1810 à l'armée d'Espagne, au 2e corps de l'armée d'Allemagne et à l'armée du Rhin, celle de 1811 à l'armée d'Espagne et au 1er corps de la Grande Armée, celle de 1812 à l'armée d'Espagne, celle de 1813 à l'armée d'Espagne, au  corps d'observation de Mayence et au 14e corps de la Grande Armée et celle de 1814 à l'armée des Pyrénées et au 1er corps de la Grande Armée ou il est fait prisonnier de guerre.  

### 28erégiment léger
Le 28e régiment d'infanterie légère est formé, avec les :
- 3e bataillon de la 11e demi-brigade légère de deuxième formation
- 28e demi-brigade légère de deuxième formation

#### Historique
Le 28e léger fait les campagnes de l'an XII et de l'an XIII à l'armée de réserve des Camps, celle de l'an XIV à l'armée des côtes de l'Océan, celle de 1806 au 8e corps de la Grande Armée, celles de 1807 et 1808 au 5e corps de la Grande Armée et à la garnison de Dantzig, celles de 1809 et 1810 aux armées d'Espagne, du Rhin et au 2e corps de la Grande Armée, celle de 1811 et 1812 à l'armée d'Espagne, celle de 1813 à l'armée d'Espagne et au 14e corps de la Grande Armée et celle de 1814 à l'armée des Pyrénées, au 2e corps de la Grande Armée et à la garnison de Maastricht ou il est fait prisonnier de guerre.
Durant la campagne d'Autriche, en 1805, le régiment se distingue aux batailles de Wertingen et d'Hollabrunn puis à la Campagne de Pologne en 1807 à la bataille de Friedland. Envoyé en Espagne en 1808, il participe au Siège de Saragosse puis aux batailles d'Essling et de Wagram campagne d'Allemagne et d'Autriche en 1809 avant de revenir en Espagne ou il se distingue, en 1811, au siège de Badajoz et aux batailles de Fuentes-d'Onoro et d'Albuera. En 1813, durant la campagne de Saxe le régiment est aux batailles de Lützen, de Wurschen, de Dresde, de Kulm et de Leipzig, à la bataille de Vitoria en Espagne et au siège de Bayonne. En 1814, lors de la campagne de France il est à la bataille de Toulouse.
Le 12 mai 1814, le 28e régiment d'infanterie légère est licencié et distribué conformément à l'article 5 de l'ordonnance du 12 mai 1814 :
- Les 1er, 3e et 5e bataillons sont amalgamés, dans le 13e régiment d'infanterie légère.
- Les 2e et 6e bataillons sont amalgamés, dans le 12e régiment d'infanterie légère.

### 29erégiment léger
La 29e demi-brigade légère de deuxième formation ayant été incorporée, durant cette réorganisation, dans le 16e régiment d'infanterie légère, le 29e régiment d'infanterie légère n'est pas formé.
Le numéro reste vacant jusqu'en 1811.
En mars 1811 le 29e régiment d'infanterie légère est formé, à Brest, à 5 bataillons, avec :
- Des conscrits
- Des réfractaires à la conscription
- Des détachements de retour des colonies.

#### Historique
Le 29e léger fait la campagne de 1812 au 9e corps de la Grande Armée, celle de 1813 au 9e corps de la Grande Armée, au corps d'observation de Mayence et au corps d'observation de Bavière et celle de 1814 au 9e corps de la Grande Armée et à la garnison de Mayence ou il est fait prisonnier de guerre.
Durant la campagne de Russie, en 1812, le régiment se distingue aux  batailles de Smoliani et de Borissov puis lors de la campagne d'Allemagne en 1813 aux batailles de Lützen, Wurschen, Buntzlau, Dresde et Leipzig et durant la campagne de France en 1814  aux batailles de La Rothière, Nogent, Vauchamps, Montereau et Troyes.
Le 12 mai 1814, le 29e régiment d'infanterie légère est licencié et distribué conformément à l'article 5 de l'ordonnance du 12 mai 1814 :
- Les 4e, 5e, 6e et 7e bataillons sont amalgamés, dans le 11e régiment d'infanterie légère.

### 30erégiment léger
Les 1er et 2e bataillons de la 30e demi-brigade légère de deuxième formation sont incorporés, durant cette réorganisation, dans le 25e régiment d'infanterie légère et le 3e bataillon, envoyé en Guadeloupe, étant entré dans la composition de la 11e demi-brigade légère organisée aux colonies, le 30e régiment d'infanterie légère n'est pas formé.
Le numéro reste vacant.

### 31erégiment léger
Le 31e régiment d'infanterie légère est formé, avec la :
- 31e demi-brigade légère de deuxième formation

#### Historique
Le 31e léger fait la campagne de l'an XII à l'armée de réserve des Camps, celle de l'an XIII sur la flottille du Havre, celles de l'an XIV et 1806 à l'armée des côtes de l'Océan, celle de 1807 au 6e corps de la Grande Armée et au corps d'observation de la Gironde, celle de 1808 aux armées de Portugal et d'Espagne, celle de 1809 à l'armée d'Espagne, celle de 1810 aux armées d'Espagne et de Portugal, celle de 1811 à l'armée de Portugal et au camp de Bayonne, celle de 1812 au camp de Bayonne et aux armées de Portugal et d'Espagne, celle de 1813 aux armées de Portugal, d'Espagne, de Catalogne et au corps de réserve de Bayonne et celle de 1814 à l'armée des Pyrénées.

Durant la campagne de Pologne en 1807, le 31e léger se distingue à la bataille de Friedland. Envoyé en Espagne et au Portugal le régiment participe, de 1809 à 1812  aux batailles de La Corogne, d'Oporto, de Gebora, de Busaco, de Fuentes de Oñoro et aux Arapiles avant de combattre sur le sol Français en 1813 et 1814 lors des batailles de Bayonne, d'Orthez et de Toulouse.
Le 12 mai 1814, le 31e régiment d'infanterie légère est licencié et distribué conformément à l'article 5 de l'ordonnance du 12 mai 1814 :
- Les 1er, 2e, 3e, 4e et 5e bataillons sont amalgamés, dans le 3e régiment d'infanterie légère qui prendra la dénomination de régiment léger de Dauphin.

Personnalités
- Constantin Denis Bourbaki alors major puis colonel

### 32erégiment léger
Le 32e régiment d'infanterie légère est formé, le 29 mars 1808, avec :
- Des troupes d'infanterie du grand-duché de Toscane

#### Historique
Les troupes toscanes qui ont formé le 32e léger avaient fait la campagne de 1806 à l'armée de Naples et celle de 1807 au corps d'observation de la Gironde.
Par le traité secret de Fontainebleau, du 27 octobre 1807, le royaume d'Étrurie est cédé à la France, prend le nom de grand-duché de Toscane et est intégré, en 1808, dans l'Empire français.
Le 32e léger fait la campagne de 1808 aux armées de Portugal et d'Espagne, celle de 1809 à l'armée d'Espagne, celle de 1810 aux armées d'Espagne, de Portugal et de Catalogne, celle de 1811 aux armées de Portugal et de Catalogne, celle de 1812 à l'armée de Catalogne, celle de 1813 à l'armée de Catalogne, au 6e corps de la Grande Armée et au corps d'observation de Bavière et celle de 1814 à l'armée de Lyon.
Durant l'insurrection espagnole et la campagne de Portugal de 1808 à 1810, le bataillon se trouve aux sièges de Saragosse et de Gérone, aux batailles d'Oporto, de Bussaco et au Blocus d'Almeida. Durant la Campagne d'Allemagne en 1813, le régiment combat aux batailles de Lützen, de Bautzen, de Wurschen, de Dresde et de Leipzig et en 1814, lors de l'invasion de la France, lors de la bataille de Lyon.
Le 12 mai 1814, le 32e régiment d'infanterie légère est licencié et distribué conformément à l'article 5 de l'ordonnance du 12 mai 1814 :
- Les 1er et 2e bataillons sont amalgamés, dans le 9e régiment d'infanterie légère.
- Le 5e bataillon est amalgamé, dans le 14e régiment d'infanterie légère.

### 33erégiment léger
Un premier 33e régiment d'infanterie légère est formé, à Mont-de-Marsan, en juillet ou septembre 1808, avec les :
- 7e régiment provisoire de l'armée d'Espagne[17]
- 8e régiment provisoire de l'armée d'Espagne[17]

#### Historique
Ce premier 33e régiment léger, dont l'effectivité de la mise sur pied est douteuse, est dissous en mars 1809 et ses éléments intègrent d'autres régiments d'infanterie légère de l'armée d’Espagne.
Un deuxième 33e régiment d'infanterie légère est formé en Hollande, en 1810, avec les :
- 1er régiment de chasseurs à pied hollandais
- 1er bataillon du 6e régiment d'infanterie de ligne hollandais
- De troupes Hollandaises diverses

Ce deuxième 33e régiment léger fait les campagnes de 1811 et 1812 à l'armée d'Allemagne, au 1er corps de la Grande Armée et au corps d'observation de l'Elbe et celles de 1813 et 1814 au 1er corps de la Grande Armée.
Durant la Campagne de Russie en 1812, le 33e régiment d'infanterie légère se distingue à la Bataille de Krasnoï où il est décimé; durant le siège de Hambourg lors de la Campagne d'Allemagne.
Le 12 mai 1814, le 33e régiment d'infanterie légère est licencié et distribué conformément à l'article 5 de l'ordonnance du 12 mai 1814 :
- Les 1er, 2e, 3e et 4e bataillons sont amalgamés, dans le 3e régiment d'infanterie légère qui prendra la dénomination de régiment léger de Dauphin.
- Les 5e et 6e bataillons sont amalgamés, dans le 68e régiment d'infanterie de ligne.

### 34erégiment léger
Le 34e régiment d'infanterie légère est formé, le 9 mars 1811, avec les :
- 2e bataillon auxiliaire de l'armée d'Espagne
- 4e bataillon auxiliaire de l'armée d'Espagne
- 5e bataillon auxiliaire de l'armée d'Espagne
- 7e bataillon auxiliaire de l'armée d'Espagne

#### Historique
Le 34e léger fait les campagnes de 1811 et 1812 à l'armée d'Espagne, celle de 1813 à l'armée d'Espagne et au corps de réserve de Bayonne et celle de 1814 à l'armée des Pyrénées.
Durant la campagne de Castille en 1811-1812, le régiment combat aux Siège de Ciudad Rodrigo puis lors de la campagne de Vitoria et des Pyrénées en 1813-1814 aux batailles de Bayonne, d'Orthez et de Toulouse.
Le 12 mai 1814, le 35e régiment d'infanterie légère est licencié et distribué conformément à l'article 5 de l'ordonnance du 12 mai 1814 :
- Les 1er, 2e, 3e, 4e et 5e bataillons sont amalgamés, dans le 8e régiment d'infanterie légère.

### 35erégiment léger
Le 35e régiment d'infanterie légère est formé, le 20 septembre 1812, par transformation du :
- 1er régiment de la Méditerranée formé de conscrits réfractaires des départements italiens de l'Empire[36]

#### Historique
Le 35e léger fait la campagne de 1813 à la Grande Armée et au corps d'observation de l'armée d'Italie. En décembre 1813, le 1er bataillon est utilisé pour former le 19e régiment d'infanterie légère. Le régiment fait la campagne de 1814 aux armées d'Italie et de Lyon.
Durant la Campagne d'Allemagne en 1813, le régiment combat aux batailles de Kalisch, de Wurschen, de Gross-Beeren, de Leipzig et de Hanau.
Le 12 mai 1814, le 35e régiment d'infanterie légère est licencié et distribué conformément à l'article 5 de l'ordonnance du 12 mai 1814 :
- Les 1er et 3e bataillons sont amalgamés, dans le 53e régiment d'infanterie de ligne.
- Les 4e et 6e bataillons sont amalgamés, dans le 52e régiment d'infanterie de ligne.
- Les 5e et 8e bataillons sont amalgamés, dans le 42e régiment d'infanterie de ligne.

### 36erégiment léger
Le 36e régiment d'infanterie légère est formé, en septembre 1812, par transformation du :
- Régiment de Belle-Île[60]

#### Historique
Le 36e léger fait la campagne de 1812 au 11e corps de la Grande Armée, celle de 1813 à la Grande Armée et au corps d'observation de l'armée d'Italie et celle de 1814 à l'armée d'Italie.
Durant la Campagne d'Allemagne en 1813, le régiment combat aux batailles de Kalisch, de Gross-Beeren, de Leipzig et de Hanau.
Le 12 mai 1814, le 36e régiment d'infanterie légère est licencié, et conformément à l'article 5 de l'ordonnance du 12 mai 1814 :
- Les 1er et 4e bataillons sont distribués, dans le 9e régiment d'infanterie légère.
- Les 2e et 3e bataillons sont distribués dans le 14e régiment d'infanterie légère.
- Le 5e bataillon est distribué dans le 47e régiment d'infanterie de ligne.
- Le 6e bataillon est distribué dans le 67e régiment d'infanterie de ligne.

### 37erégiment léger
Le 37e régiment d'infanterie légère est formé, le 7 février 1812, par 
- Des détachements provenant du fond des compagnies de réserve

#### Historique
Le 37e léger fait les campagnes de 1813 et 1814 au 6e corps de la Grande Armée. 
Durant la Campagne d'Allemagne en 1813, le régiment combat aux batailles de Lützen, de Bautzen, de Dresde, de Leipzig et de Hanau et en 1814 durant la campagne de France aux batailles de La Rothière, de Brienne, de Champaubert, de Vauchamps, de Reims et de Paris.
Le 12 mai 1814, le 37e régiment d'infanterie légère est licencié, et conformément à l'article 5 de l'ordonnance du 12 mai 1814 :
- Les 1er, 3e, 4e et 5e bataillons sont distribués, dans le 5e régiment d'infanterie légère qui prendra la dénomination de Régiment d'Angoulême.
- Les 2e et 7e bataillons sont distribués dans le 9e régiment d'infanterie de ligne qui prendra la dénomination éphémère de régiment de Bourbon.

## Décret du1ervendémiairean XII
Le 1er vendémiaire an 12 (24 septembre 1803), les diverses armes sont réorganisées par un décret du Premier Consul dont le titre IV est ainsi conçu :

### Article 1
Les corps d'infanterie sont désignés désormais sous le nom de régiment, les chefs de brigade prendront le titre de colonel.

### Article 2
Il n'y aura plus de corps d'infanterie à 2 bataillons. À cet effet les demi-brigades à 2 bataillons seront réunies pour que 2 forment un régiment à 4 bataillons.

### Article 3
En conséquence, l'infanterie sera composée de 90 régiments de ligne et de 27 régiments d'infanterie légère.
Des 90 régiments d'infanterie de ligne, 19 seront à quatre bataillons et 71 à trois bataillons.
Des 27 régiments d’infanterie légère, 3 seront à quatre bataillons et 24 à trois bataillons.
Les numéros des demi-brigades réunies à d'autres resteront vacants jusqu'à nouvel ordre.

### Article 4
Il y aura dans chaque régiment un major dont le grade sera intermédiaire entre celui de colonel et celui de chef de bataillon.
Le major portera les épaulettes de colonel. Le fond de l'épaulette et la frange seront de deux métaux différents. La frange sera toujours du même métal que les boutons.
Le chef de bataillon chargé du détail sera supprimé.

### Article 5
Le major jouira d’un traitement annuel de 4 300 livres. Il sera spécialement chargé des détails de l'instruction, de la tenue, de la discipline, de la police et de la comptabilité des corps et compagnies. Il sera chargé de la tenue des contrôles dont il sera le dépositaire. Il remplira au Conseil d'Administration les fonctions de rapporteur, même lorsqu'il le présidera. Il commandera le régiment en l'absence du colonel.

### Article 6
Dans le courant de vendémiaire le ministre de la Guerre fera opérer la réunion en 4 bataillons des demi-brigades à 2 bataillons, prescrites par l'article 2 du présent décret.
Le tiercement se fera immédiatement après, et de manière que le premier chef de bataillon soit attaché au 1er bataillon, le second au deuxième et ainsi de suite.
Le premier capitaine au 1er bataillon, le second au deuxième et ainsi de suite.
Chaque compagnie suivra le sort de son capitaine.

### Article 7
Les capitaines et les lieutenants seront classés de la manière suivante :
- Dans les régiments à 4 bataillons 
  - 4 capitaines de 1re classe
  - 16 capitaines de 2e classe
  - 16 capitaines de 3e classe
  - 18 lieutenants de 1re classe
  - 18 lieutenants de 2e classe
- Dans les régiments à 3 bataillons
  - 3 capitaines de 1re classe
  - 12 capitaines de 2e classe
  - 12 capitaines de 3e classe
  - 14 lieutenants de 1re classe
  - 13 lieutenants de 2e classe

### Article 8
Les conseils d'administration des régiments à 4 bataillons seront organisés de la même manière que ceux des régiments à 3 bataillons.
On suivra à cet égard la disposition de l'arrêté du 15 germinal an XI (4 avril 1803), sauf ce qui concerne les fonctions attribuées au major.

### Article 9
La force et la composition des bataillons à l'état de paix sera la même en l'an XII qu'en l'an XI.

### Article 10
Les régiments à 3 bataillons recevront en l'an XII un supplément de 100 hommes par bataillon à titre de premier complément de guerre. Ce supplément sera réparti de manière que les compagnies soient d'égale force.